# Mississippi (fleuve)
Vous lisez un « article de qualité » labellisé en 2007.
Pour les articles homonymes, voir Mississippi et Big Muddy.
Le Mississippi (en anglais : Mississippi River) est un fleuve d’Amérique du Nord qui traverse la partie centrale des États-Unis. Il coule du Nord du Minnesota au golfe du Mexique et son cours a une orientation méridienne. Le Mississippi a une longueur de 3 766 km : seul l'un de ses affluents, le Missouri, est plus long en Amérique du Nord. La superficie du bassin versant fait du Mississippi l'un des fleuves les plus importants du monde et du Missouri-Mississippi l'un des bassins fluviaux les plus grands du monde,,. Pendant l'époque précolombienne, le Mississippi constitue déjà une voie de navigation dont le cours supérieur est appelé par les Ojibwés misi-ziibi, qui signifie « grand fleuve », repris en 1666 en français sous la forme Messipi. Supervisé par la Mississippi Valley Division et une commission fédérale créée en 1879, le fleuve reste encore aujourd'hui un élément fondamental de l'économie et de la culture des États-Unis.
Si on compare le Mississippi et le Missouri, de leur source à leur confluence à hauteur de Saint-Louis, on constate que le Missouri est nettement plus long que le Mississippi : 3767 km contre 1862 km. En ajoutant à la longueur du Missouri celle du tronçon de fleuve qui va de la confluence Missouri-Mississippi jusqu'au golfe du Mexique, on obtient 5971 km (3710 miles), ce qui fait objectivement du Missouri-Mississippi le quatrième fleuve le plus long au monde.

## Hydronymie
Le nom Mississippi est d'origine amérindienne. Le fleuve était appelé Missisipioui en miami-illinois, emprunté à l'ojibwé Misi-ziibi « grande rivière ». L'ancien nom Meschacebé en est probablement dérivé. Il était en revanche appelé Ne tongo par les Sioux.
Durant la période de la Louisiane française (qui englobait l'intégralité de son cours), plusieurs noms ont été utilisés pour désigner le fleuve : le fleuve de l’Immaculée Conception, le fleuve Colbert, la rivière ou fleuve Saint-Louis,, Meschacebé, Messipi ou Mississippi (orthographié Missisipi ou Mississipi,). En français, la graphie « Mississipi » a été régulièrement utilisée, encore au XXe siècle. Ainsi les deux navires cargo des Messageries maritimes de 1913 et 1960 portaient le nom de Mississipi avec un seul p comme le film de François Truffaut, La Sirène du Mississipi (1969), dont le titre est tiré du navire de 1960 ou la bande dessinée de Lucky Luke Le Pont sur le Mississipi (1994).

## Géographie

### Fleuve et affluents

#### Description du cours
Le Mississippi a comme particularité que son embouchure est plus éloignée du centre de la Terre que sa source,. La source est plus près de 5 km du centre de la terre que l'embouchure. Cette « anomalie » est parfaitement explicable par les lois de la gravité. Ce n'est pas la distance au centre de la Terre qui détermine la direction de l'écoulement mais le gradient de pesanteur. La gravité est moins importante à la source qu'à l'embouchure en raison de la rotation de la Terre et des inhomogénéités de la croûte et du manteau terrestre.
La source du Mississippi est située à l'extrémité nord du lac Itasca (au nord du Minnesota), à 450 m d'altitude. Le fleuve atteint rapidement les 220 m après les chutes de Saint Anthony près de Minneapolis. Il est rejoint par l'Illinois et le Missouri, à Saint-Louis et par l'Ohio à Cairo.
On peut diviser le cours du fleuve en deux parties :
- le « Mississippi supérieur » (Upper Mississippi), de sa source jusqu'au confluent avec l'Ohio ;
- le « Mississippi inférieur » (Lower Mississippi), de l'Ohio jusqu’à son embouchure.

Éventuellement, une troisième partie, le « Mississippi moyen » (Middle Mississippi), formée par la section aval du « Mississippi supérieur », peut s'insérer entre les deux premières, entre le confluent avec le Missouri et celui avec l'Ohio.

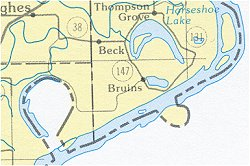
Lac de bras mort formé par un méandre délaissé du Mississippi.

Le fleuve décrit de nombreux méandres, en particulier entre Memphis et le delta. La plupart appartiennent à la catégorie des méandres de plaine alluviale : cela signifie qu'ils se déploient dans le lit majeur du fleuve de façon irrégulière et divaguent librement dans la plaine ; il s'agit de méandres très mobiles qui concernent des secteurs humides ou abandonnés comme les bayous dans le Sud. En plusieurs endroits, certains méandres se sont recoupés et ont laissé des bras morts ou lacs de bras morts.
La partie inférieure du Mississippi est complexe : bayous, lacs, défluents, affluents…

#### Bassin hydrographique

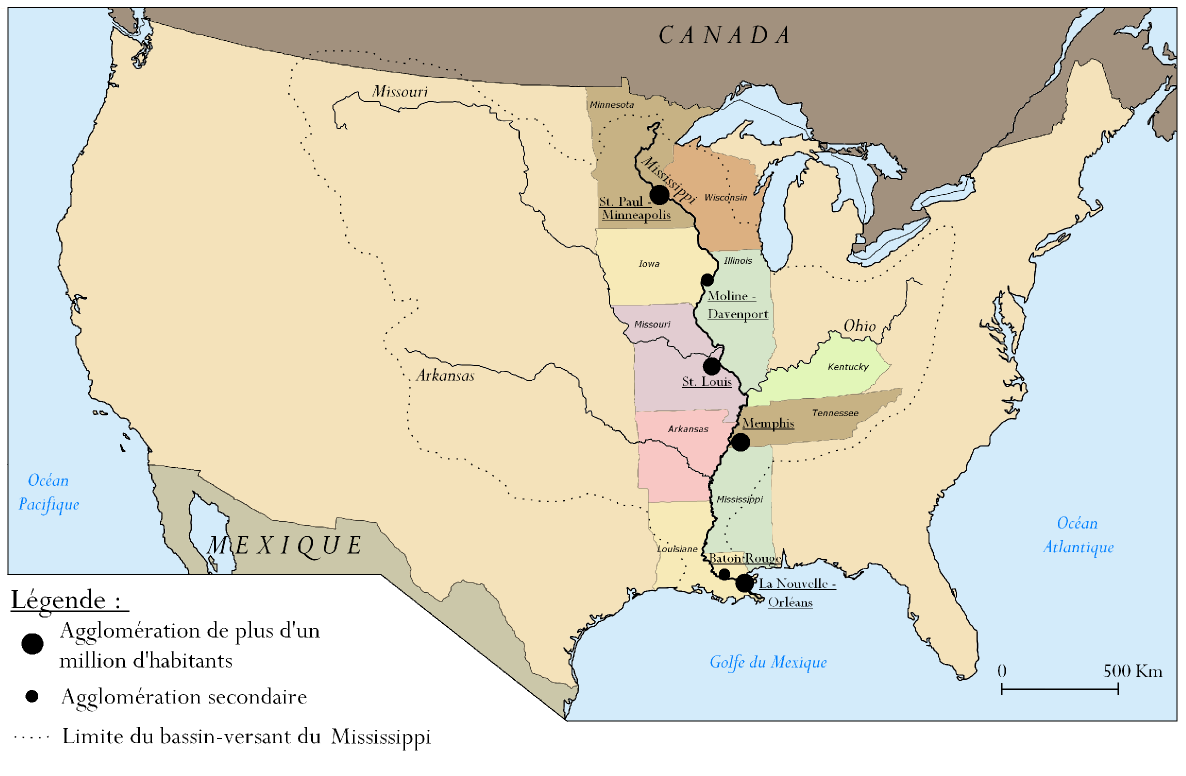
Le bassin du Mississippi et ses principaux affluents.

Le bassin hydrographique du Mississippi est le plus grand d'Amérique du Nord et le troisième du monde, derrière celui de l'Amazone et du Congo. Sa superficie totale est de 3 238 000 km2, soit un tiers du territoire américain et plus de six fois celui de la France métropolitaine. 31 États américains et deux provinces canadiennes sont intégralement ou partiellement inclus dans le bassin-versant du Mississippi. Il est divisé en six sous-bassins, qui correspondent aux cours inférieur et supérieur, ainsi qu'aux affluents les plus longs : le Missouri (4 370 km), l'Arkansas, l'Ohio, etc. Enfin, la plaine inondable de l'ensemble fluvial mesure environ 90 000 km2. Plus de 72 millions de personnes vivent dans le bassin du Mississippi, soit un Étatsunien sur quatre.
Le Mississippi s'écoule dans la plus grande partie de la zone comprise entre les montagnes Rocheuses et les Appalaches, sauf la partie proche des Grands Lacs. Il traverse ou longe dix États — Minnesota, Wisconsin, Iowa, Illinois, Missouri, Kentucky, Arkansas, Tennessee, Mississippi et Louisiane — avant de se jeter dans le golfe du Mexique, 160 km à l'aval de La Nouvelle-Orléans. Une goutte de pluie tombant dans le lac Itasca met environ 90 jours à rejoindre le golfe du Mexique.

#### Régime hydrologique et débit
Le Mississippi est un fleuve au débit important et aux crues puissantes, compte tenu de la nature du bassin qu'il arrose. Ce dernier appartient en effet à la zone tempérée et non à la zone intertropicale comme l'Amazone ou le Congo. Ces fleuves ont un débit bien supérieur à celui du Mississippi, ce qui s'explique par l'abondance des précipitations qui tombent sur leur bassin.
Le régime hydrologique du Mississippi est complexe car le fleuve est alimenté par des affluents très différents : le cours supérieur connaît un régime pluvio-nival tandis que le cours inférieur traverse une région subtropicale humide. Le Mississippi reçoit les eaux du Missouri qui sont gonflées par la fonte des neiges des montagnes Rocheuses au printemps. Sa partie inférieure est alimentée par des pluies abondantes en été et au début de l'automne, avec des risques cycloniques sur la partie la plus méridionale.
Par conséquent, le débit du Mississippi se caractérise par de grandes variations en fonction du lieu et de la saison : il est généralement compris entre 8 000 m3/s, et 50 000 m3/s. À l'embouchure, le débit moyen est de 18 000 m3/s,, ce qui est beaucoup pour un fleuve situé dans la zone tempérée : le Mississippi se place au sixième rang mondial pour le débit. Mais en période de crue, le débit peut monter facilement à 70 000 m3/s, voire 300 000 m3/s, mesurés au moment de la crue de 1927. La rivière Ohio contribue pour plus de la moitié au débit total du Mississippi (8 000 m3/s,). Mentionnons enfin que le module spécifique du Mississippi, rapporté à l'étendue de son bassin hydrographique, est de 5,9 litres par seconde et par km².

#### Transport solide
Le Mississippi charrie des alluvions, des sables et des graviers qui proviennent en grande partie des montagnes Rocheuses. La charge solide déversée dans le golfe du Mexique est comprise entre 312 et 450 millions de tonnes par an. C'est par ces matériaux que se forment les nombreuses îles et le delta du Mississippi. Sur la plus grande partie du Mississippi, la pente est moyenne ou faible, si bien que les dépôts sédimentaires sont relativement importants. Cette charge est mixte, composée de particules en suspension et charriées sur le fond. Au total et sur une année, le fleuve transporte 131 millions de tonnes de matières en suspension dans l'eau, soit deux fois moins que l'Amazone.
|                                         | Amazone | Nil   | Mississippi | Congo |
| --------------------------------------- | ------- | ----- | ----------- | ----- |
| Longueur en km                          | 7 025   | 6 671 | 3 779       | 4 700 |
| Bassin hydrographique (millions de km²) | 7,0     | 2,9   | 3,2         | 3,7   |
| Débit habituel (milliers de m³/s.)      | 209     | 2-3   | 18          | 41    |

### Milieux naturels
Le fleuve Mississippi et sa plaine alluviale abritent une faune et une flore très riches qui composent le plus grand système continu de marécages du continent nord-américain. Le fleuve héberge au moins 260 espèces de poissons, soit un quart de toutes les espèces vivant en Amérique du Nord. Il sert de couloir de migration pour de nombreux oiseaux. Sur son cours inférieur, on a pu dénombrer 60 espèces différentes de moules. Le cours supérieur abrite plus de 50 espèces de mammifères et 145 espèces d'amphibiens et de reptiles (dont le célèbre alligator dont l'espèce prospère à nouveau après avoir été menacée d'extinction au milieu du XXe siècle). Dans toute la vallée du Mississippi et sous toutes les latitudes, on trouve des mammifères à fourrure tels que le castor, le raton laveur, la loutre de rivière, le vison d'Amérique, le renard roux, le rat musqué ou encore la mouffette rayée. D'autres animaux sont communs en Amérique du Nord : le coyote, le cerf de Virginie, l'écureuil gris, le tamia rayé, le petit polatouche ou encore le lynx.[réf. nécessaire]

Quelques mammifères présents dans la vallée du Mississippi :
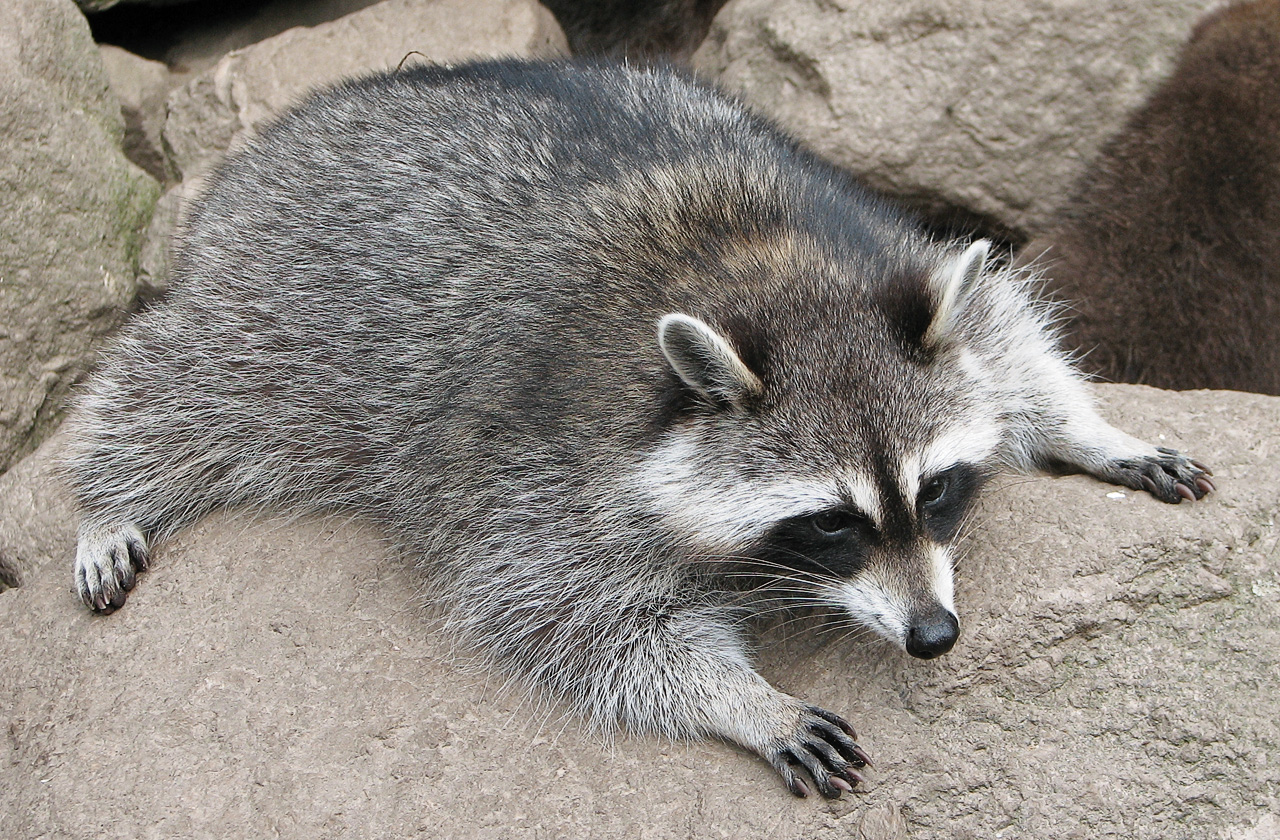
Raton laveur
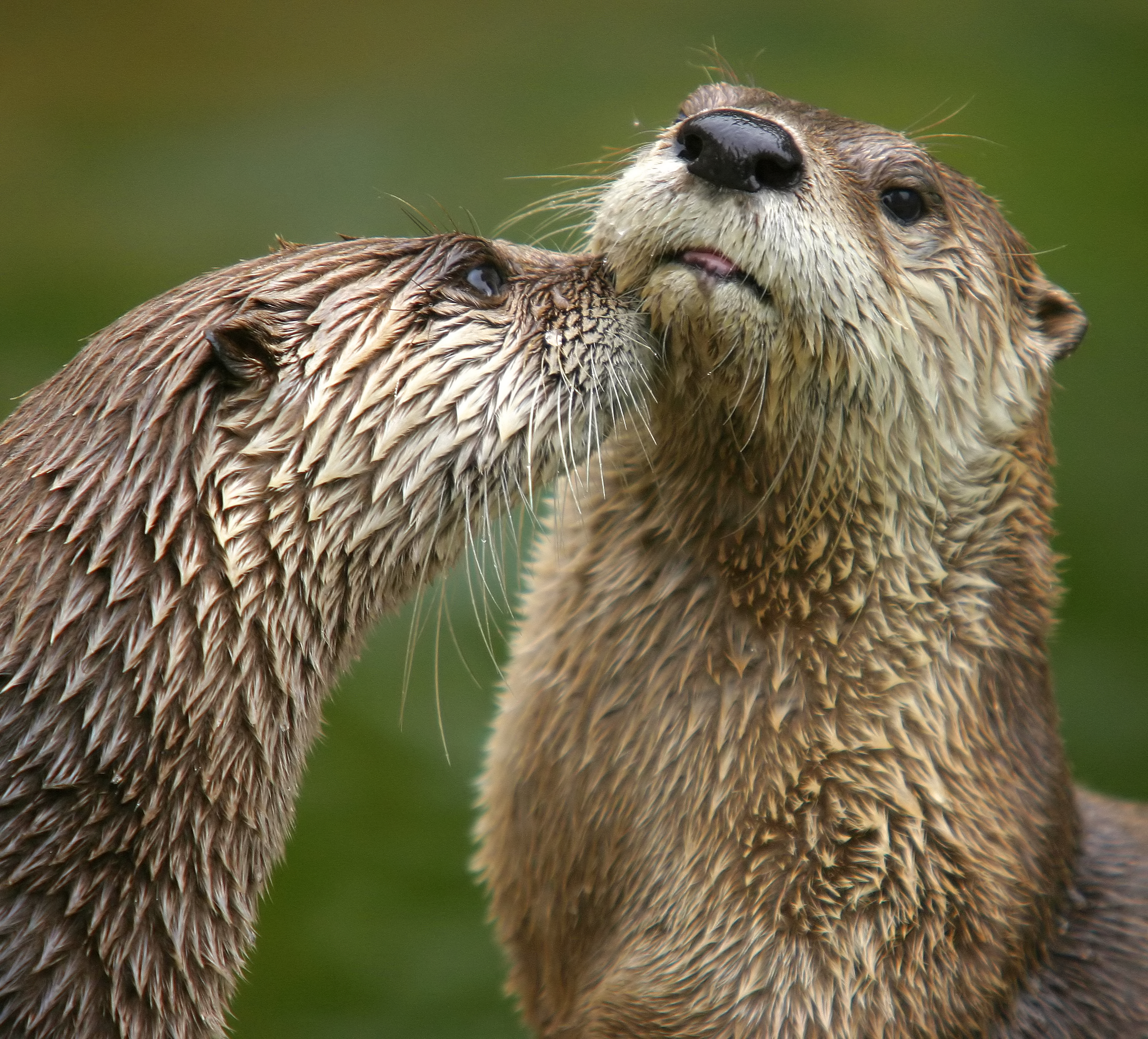
Loutre de rivière
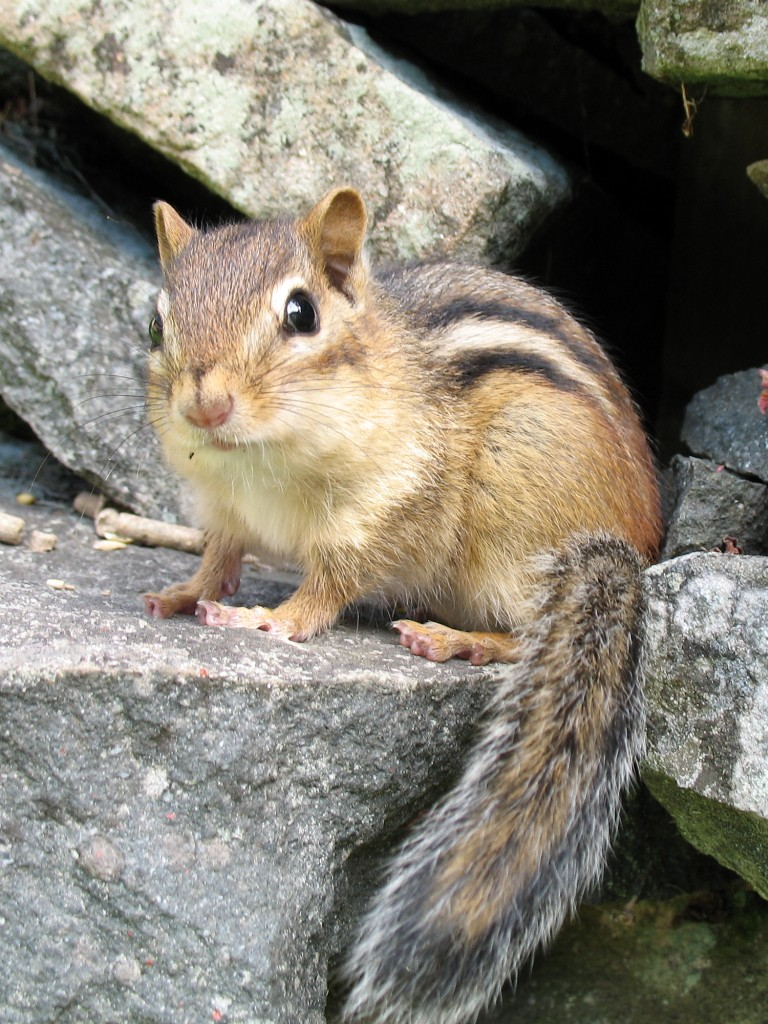
Tamia rayé
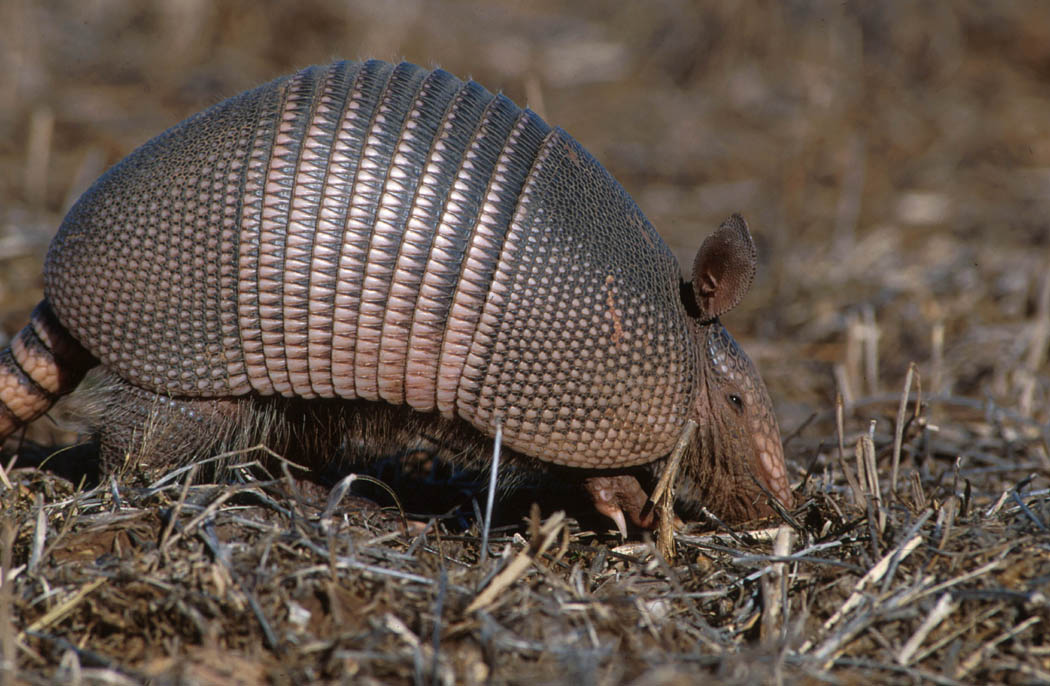
Tatou à neuf bandes

#### Préservation des milieux naturels
De nombreuses portions du fleuve sont préservées grâce à des réserves naturelles et beaucoup d'espaces sont encore boisés et inondés. L’écosystème du cours supérieur du Mississippi est protégé par l’Upper Mississippi River National Wildlife and Fish Refuge qui s’étend de Wabasha (Minnesota) à Rock Island (Illinois) sur un parcours de près de 500 km. Cette réserve couvre environ 80 000 hectares sur quatre États différents. Elle préserve des milieux très divers (marais, zones humides de bras de décharge, lacs, forêts de plaine alluviale, plages de sable et versants).
Cependant, l’environnement fluvial a été transformé par l’Homme pour les nécessités de la navigation et du développement économique : une grande partie de la plaine alluviale est intensivement cultivée et les affluents déversent d’importantes quantités d’alluvions, d’engrais et de pesticides dans le Mississippi. Les agglomérations et les zones industrielles riveraines représentent aussi une source de pollution. Cependant, selon une étude menée par l'USGS, les rejets d'eaux usées ont diminué en amont de Saint-Louis depuis l'adoption du Clean Water Act en 1972. La situation est moins satisfaisante à Saint-Louis où les concentrations de coliformes sont importantes. Les concentrations de pesticides et d'herbicides viennent de l'activité agricole : elles augmentent en aval de la confluence avec le Missouri, ce dernier drainant la région céréalière des Grandes Plaines. L'EDTA, utilisé dans l'industrie du papier, la photographie ou l'agro-alimentaire, est moins présent dans le Mississippi que dans les grands fleuves d'Europe. Les PCB persistent dans les sédiments malgré leur interdiction. Une partie de l'azote et du phosphore présents dans le cours inférieur provient de l'Ohio qui draine des régions industrielles et agricoles.

#### Source

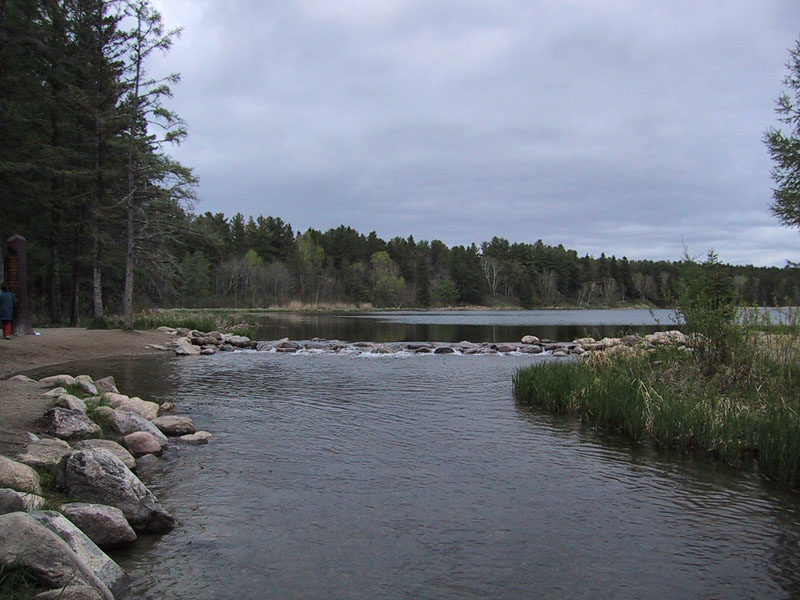
La source du Mississippi au lac Itasca.

Le secteur du Mississippi situé en amont de Minneapolis, dans le Minnesota, est proche de la source du fleuve. Le fleuve naît au nord du lac Itasca à environ 450 mètres d'altitude. Le climat de cette région est marqué par la continentalité et l'influence des masses d'air polaire en hiver. Le Mississippi est donc souvent gelé en hiver. À sa source, le Mississippi n’est qu’une petite rivière aux eaux claires ; mais à mesure qu’il s’éloigne, le fleuve grandit, se charge en alluvions et en particules organiques pour devenir brun rougeâtre. Il perd progressivement son caractère naturel et sauvage. Cette première partie du fleuve descend le plus grand dénivelé de son parcours. Elle traverse des zones marécageuses, des lacs et des rapides peuplés de nombreuses espèces de poissons, d'oiseaux et de mammifères à fourrure. La végétation de ce secteur inclut des pins, des aulnes, du riz sauvage et des colonies de massettes. Entre les villes d’Aitkin et de Brainerd, le cours d’eau traverse une région de collines, de reliefs morainiques couverts de forêts, de plaines d’origine glaciaire et des secteurs dunaires et marécageux. Avant leur exploitation par l’Homme, les forêts de conifères recouvraient cette région.

#### Cours supérieur

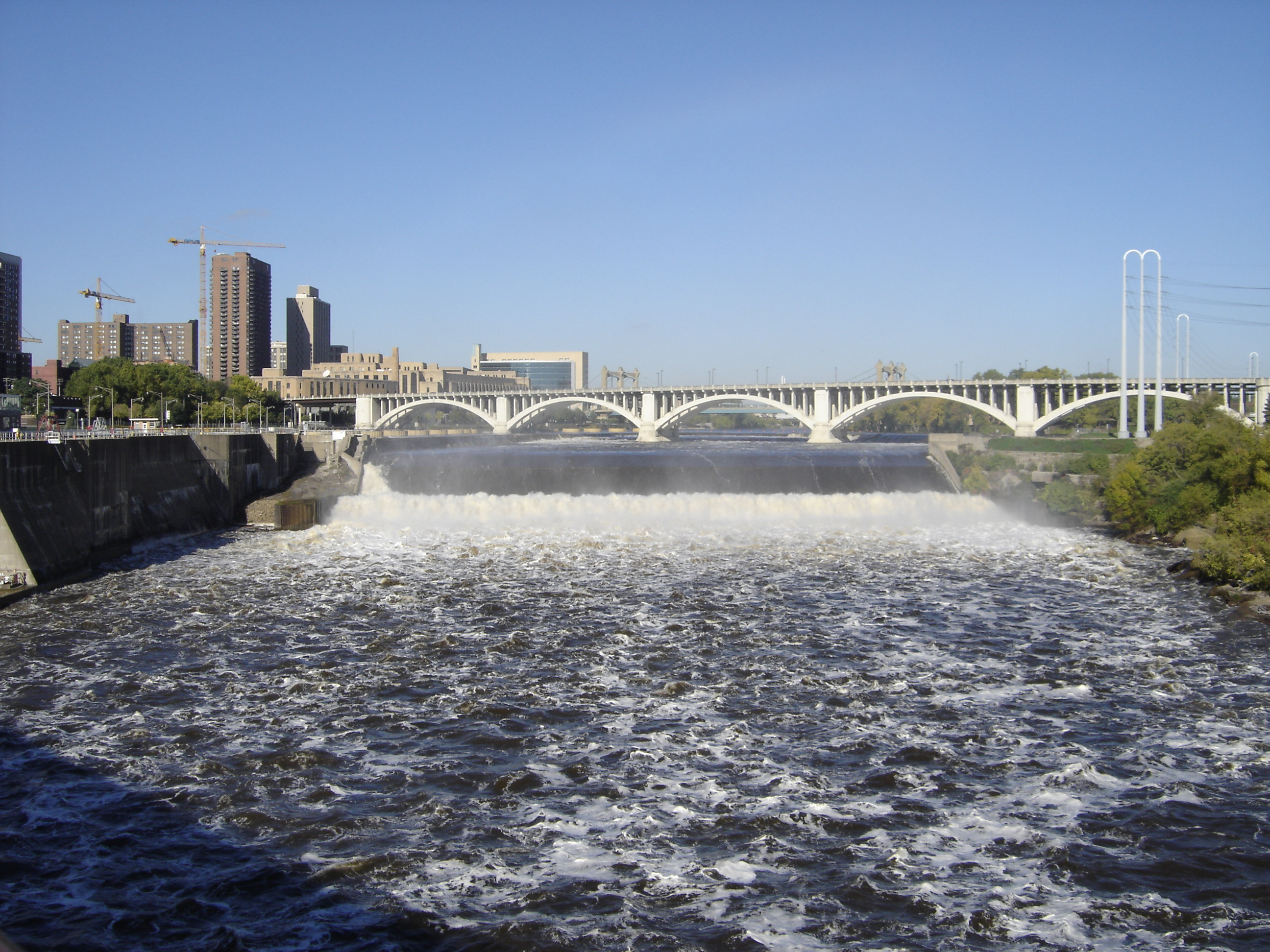
Les chutes de Saint Anthony.

Le cours supérieur du Mississippi (Upper Mississippi River) va des chutes de Saint Anthony (à Minneapolis) à l’embouchure de l’Ohio, près de la ville de Cairo dans l’État de l’Illinois. Il parcourt 1 462 km en suivant globalement une direction sud-est. Le régime du fleuve est pluvio-nival avec des crues au printemps et des pluies orageuses en été. Le lit s’élargit considérablement après la confluence du Minnesota. Le fleuve traverse une vallée profonde creusée dans des couches sédimentaires dans une région qui n’a pas été affectée par les glaciers du Wisconsin. Le lac Pépin, qui s’est formé il y a environ 9 500 ans, s’étend sur 35 km de long pour une profondeur moyenne de cinq mètres. Il a la capacité de retenir une partie des sédiments et de la pollution venant de l’amont.
Juste au nord de Saint-Louis, le Missouri se jette dans le Mississippi en venant l’ouest. Les eaux du Missouri sont chargées en sédiments et en particules arrachées par l’érosion. Dans les années 1950-1960, la construction de grands barrages dans le bassin hydrographique du Missouri a formé des réservoirs qui piègent les alluvions. Les aménagements humains ont grandement affecté le Mississippi supérieur et sa plaine alluviale.

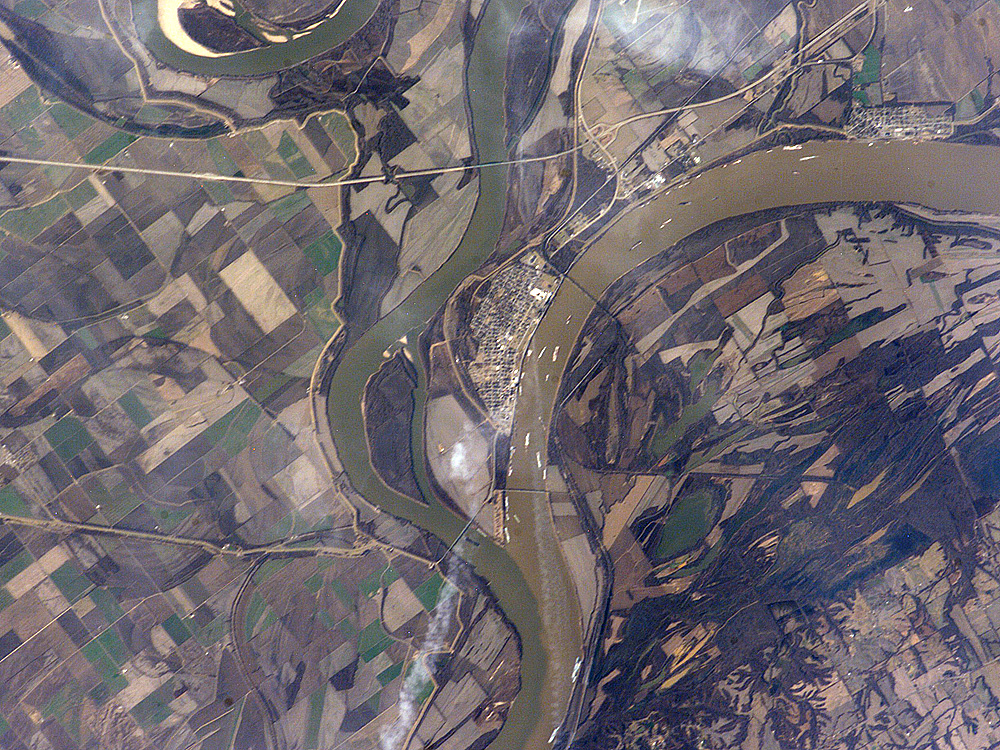
La confluence de l'Ohio et du Mississippi.

Le fleuve a reçu plus de sédiments, tandis que le ruissellement a augmenté du fait de l’urbanisation et du drainage des marais. L’endiguement et la canalisation ont accru la sédimentation du lit fluvial. La plaine alluviale a également été transformée par l’érection de levées afin de protéger les installations humaines des inondations. Les terres agricoles ont depuis longtemps supplanté les zones marécageuses et les forêts ; ces dernières sont désormais restreintes aux rives du fleuve, aux îles et ne mesurent plus que quelques kilomètres de large. Cependant, les efforts pour classer des portions des rives en réserve naturelle protégée ont permis de sauvegarder 800 km2 de la vallée du cours supérieur du Mississippi. Les principales essences d’arbres sont : l’érable argenté, le frêne vert, l’orme blanc, le saule noir, le liard, l’érable à giguère, le bouleau noir, le micocoulier, etc. La végétation aquatique comprend les massettes, le potamot, l’élodée, l’herbe à la barbotte, etc. La salicaire commune est une plante d’origine européenne, introduite au début XXe siècle sur les rives du Mississippi.

#### Cours inférieur

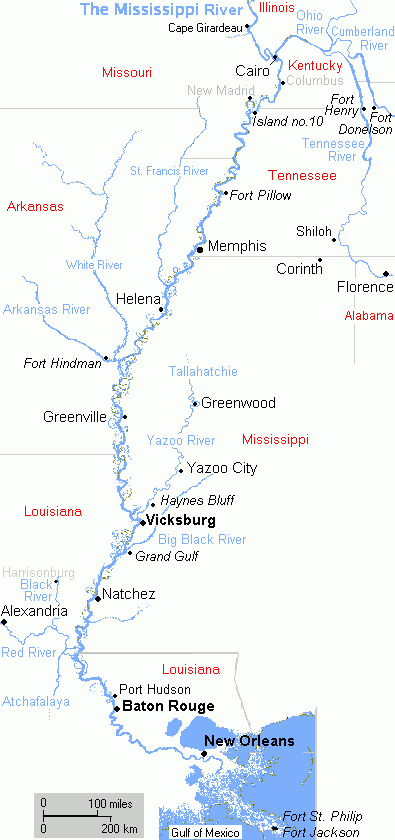
Carte du cours inférieur du Mississippi

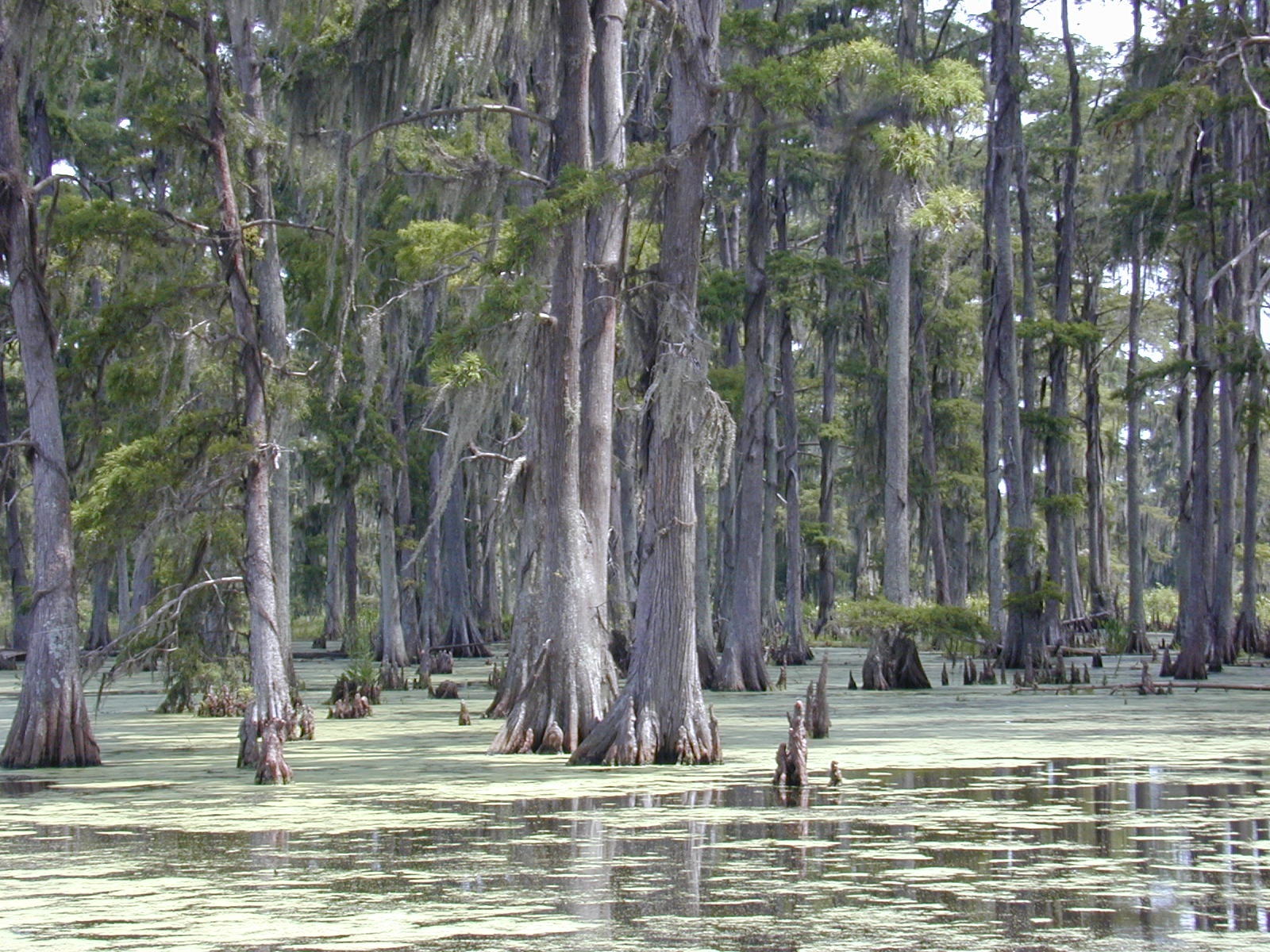
Marécage et cyprière au sud de la Louisiane

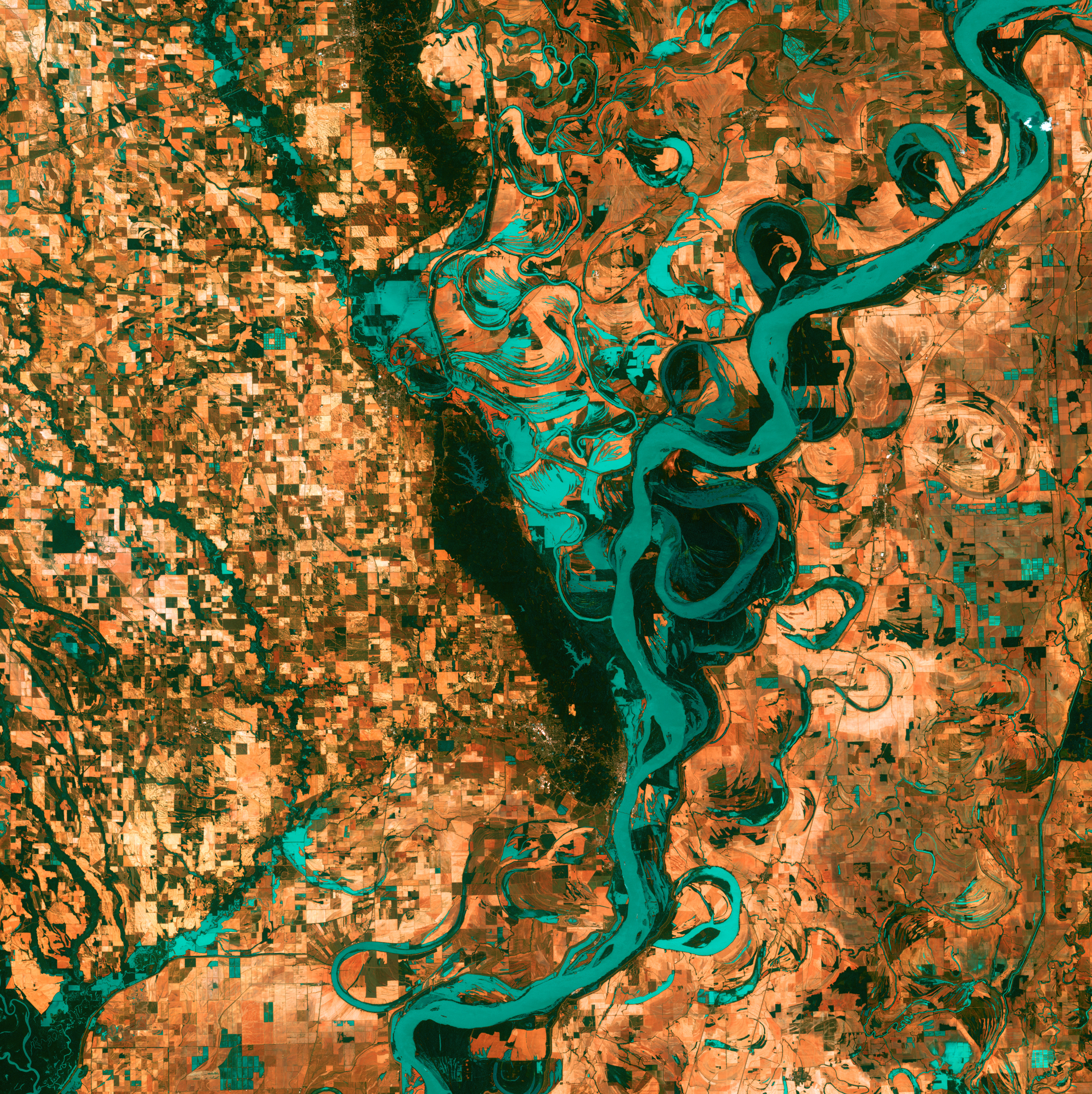
Méandres dans le cours inférieur du Mississippi, entre les États de l'Arkansas et du Mississippi. Mai 2003.

Le cours inférieur (Lower Mississippi River) coule au sud de la confluence avec le Missouri. Le Mississippi continue sa trajectoire vers le sud-ouest, puis le sud après la confluence avec l'Arkansas. La plaine alluviale se caractérise par de nombreux méandres chargés de vase qui multiplient par trois la longueur du cours. Il s’agit d’un secteur relativement large, en pente douce vers le golfe du Mexique, dominé par des terrasses alluviales peu élevées. Les altitudes sont faibles, en général quelques dizaines de mètres au-dessus du niveau moyen de la mer. En dehors des secteurs défrichés, il subsiste de grandes zones de marais et de forêts. On trouve également de nombreux lacs de bras mort et des méandres de grande amplitude. Au sud de Cairo, la plaine alluviale s’élargit et devient moins profonde à cause de l’érosion des couches tertiaires appelées « écores » (angl. bluffs). Dans le bas-Mississippi, de nombreux affluents coulent parallèlement au fleuve sur une assez grande distance, avant de se jeter finalement dans le fleuve. Le sud du Mississippi est soumis à un climat tropical marqué par les cyclones tropicaux à la fin de l'été et au début de l'automne. Le gel hivernal épargne généralement cette région. Le paysage se caractérise par des zones humides et marécageuses, souvent insalubres, dans le delta du Mississippi et le bayou : il s'agit de bras et de méandres abandonnés par le fleuve et qui forment de longues voies d'eau stagnante et constituent un réseau navigable de plusieurs milliers de kilomètres.

#### Delta du Mississippi

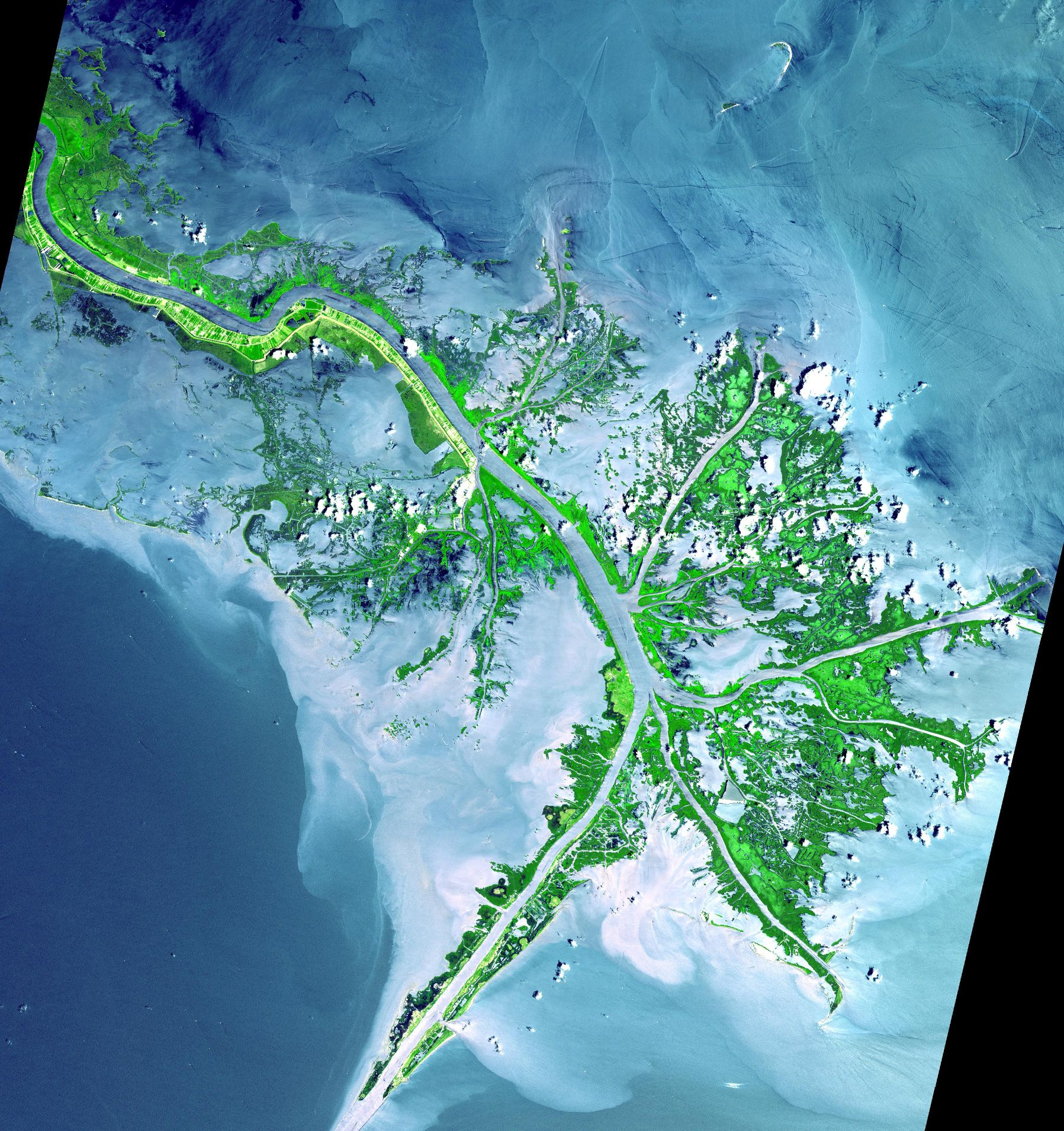
Le delta du Mississippi, vu de l'espace (fausses couleurs).

Le delta du Mississippi couvre une superficie de 75 000 km2 (plus de 400 km de largeur d'est en ouest, plus de 200 km de profondeur du nord au sud), sur laquelle vivent quelque 2,2 millions d’habitants, la plupart vivant dans l’agglomération de La Nouvelle-Orléans. Pourtant, comparé à d’autres deltas, la densité de la région est relativement faible.
L'embouchure du Mississippi s'est déplacée plusieurs fois. En 5 000 ans, le fleuve a changé neuf fois d'embouchures et l'actuelle ne date que du Xe siècle. Quand un canal a été construit au début du XIXe siècle, le fleuve a cherché à rejoindre le lit et l'embouchure de la rivière Atchafalaya, à 95 km de La Nouvelle-Orléans.
Dans les années 1950 et 1960, une structure de régulation appelée structure de régulation des eaux d'Old River (Old River Control Structure) fut construite par l'US Army Corps of Engineers au défluent du Mississippi et de l'Atchafalaya afin de préserver la distribution de l'eau entre les deux cours, à 70 % et 30 %, respectivement. L'ouvrage a été conçu pour arrêter l'augmentation du débit coulant depuis le Mississippi dans l'Atchafalaya, en raison du trajet plus court, au dénivelé de plus en plus grand, de ce dernier vers le golfe du Mexique. Le complexe est situé à 506 km en amont de l'embouchure dans le golfe du Mexique.
Le delta du Mississippi progresse environ de 100 mètres par an, alimenté par les 730 millions de tonnes d'alluvions qu'il dépose à raison de 60 centimètres par an sur le fond de son lit, ce qui nécessite un dragage constant pour assurer la navigation. Ces dépôts forment un immense cône de déjection qui gagne facilement sur les eaux du golfe du Mexique en raison de la faible profondeur des eaux et de la faible amplitude des marées. La vase et les argiles empêchent le fleuve de serpenter.
La plaine deltaïque du Mississippi inclut les marécages côtiers de la Louisiane et couvre 28 568 km2. Elle se caractérise par un réseau complexe de bras et de levées naturelles qui rayonnent à partir du fleuve en aval de Bâton-Rouge.

## Aménagements du fleuve et leurs conséquences
Les grands travaux d'aménagement du Mississippi et de ses affluents ont un triple objectif : limiter les inondations, favoriser la navigation et lutter contre l'érosion des berges. Dès 1879, à la fin de la période de reconstruction après la guerre de Sécession, la Mississippi River Commission fut établie, chargée des aménagements du fleuve, de la lutte contre les inondations, et de favoriser le commerce et la navigation.
Le Mississippi a malgré cela connu plusieurs inondations causant des dégâts majeurs, dont notamment la crue de 1927 et, en amont et touchant également l'un des affluents, le Missouri, la crue de 1993. Au printemps 2011, une nouvelle crue majeure (en), durant plusieurs mois, toucha le fleuve.

### Lutte contre les inondations

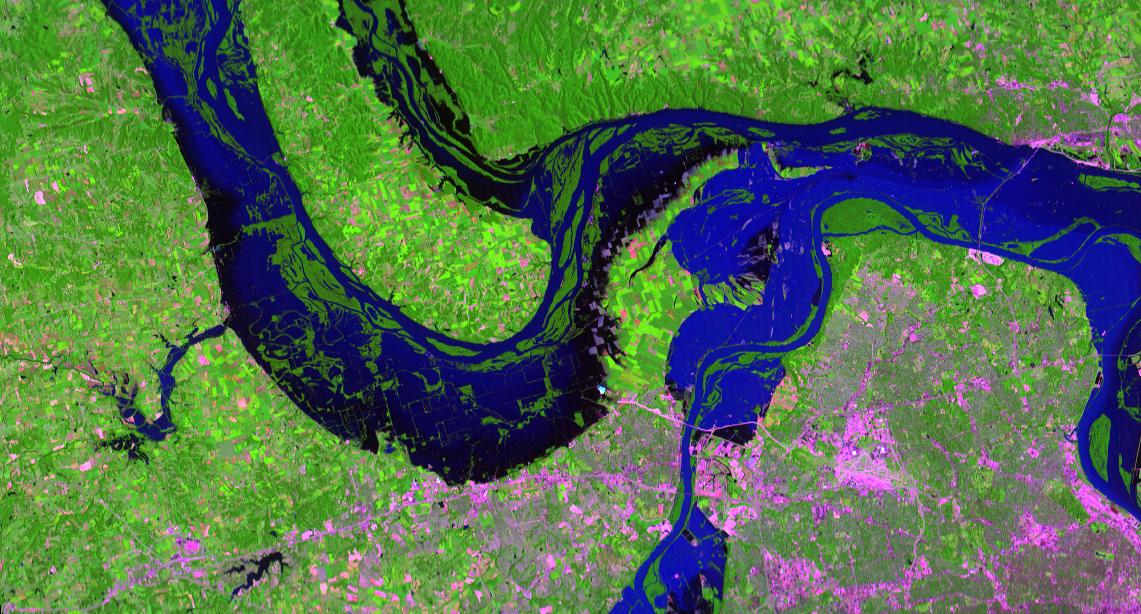
Le Mississippi, le Missouri et le fleuve Illinois pendant les inondations de 1993 près de Saint-Louis.

Les projets visant à réduire les effets des débordements du Mississippi sont anciens et nombreux. Au début du XIXe siècle, l’idée d’un endiguement du fleuve est prépondérante : fondé dès 1775, le Corps des ingénieurs de l’armée des États-Unis (United States Army Corps of Enginneers) entreprend plusieurs études et de grands travaux en 1812-1815. Il faut attendre les années 1860 pour voir naître un débat entre ceux qui veulent endiguer le Mississippi (James Buchanan Eads par exemple) et ceux qui ne veulent pas (Andrew Humphrey (en)) ; la première option l’emporte finalement. De grands travaux sont entrepris entre 1875 et 1880 dans la région du delta. Aujourd'hui, le Corps des ingénieurs de l'armée américaine entretient ces digues pour conserver le cours habituel du fleuve. Pourtant, le surhaussement des digues se révèle inefficace lorsque le niveau du fleuve augmente.
La crue de 1927 fait prendre conscience du problème : on décide de transférer une partie des eaux du Mississippi sur son affluent la rivière Atchafalaya (Project Flood). Des travaux visent également à déverser le trop plein d'eau dans les lacs du delta. Un système de stations permet également de surveiller le niveau du fleuve et donner l'alerte en cas de problème.

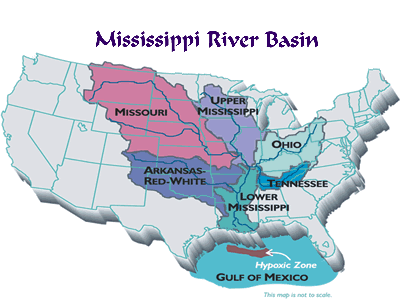
Le bassin hydrographique.

Le lit supérieur a été aménagé avec 37 barrages et écluses (la plupart construits dans les années 1930), afin de maintenir un chenal de trois mètres de profondeur pour le trafic fluvial. Les lacs artificiels ainsi créés sont également utilisés pour la pêche et d'autres loisirs nautiques. Les barrages n'ont en revanche pas vocation à réguler le cours du fleuve. En période de crue, ils sont simplement ouverts et cessent de fonctionner. En aval de Saint-Louis le cours du fleuve est moins contraint, bien qu'il soit souvent entouré de digues. Des déversoirs ont aussi été aménagés, afin d'évacuer, en cas de crue, une partie du débit vers le bassin de l'Atchafalaya. Construit lors du Mississippi River and Tributaries Project (en) à la suite du Flood Control Act de 1928 (en), le déversoir de Morganza (en) a ainsi été ouvert en 1973 et 2011.

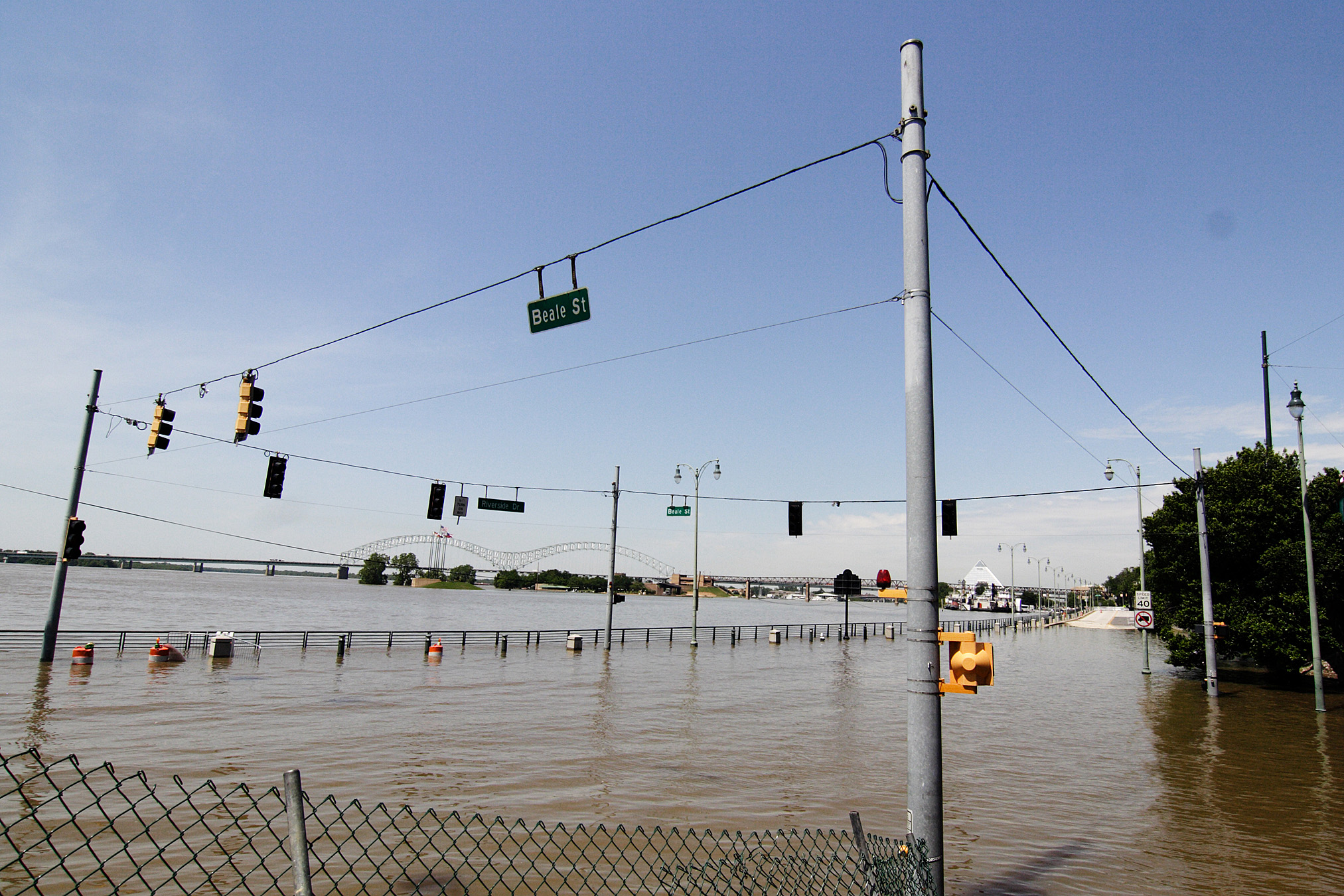
Memphis, Tennessee lors de l'inondation du printemps 2011.

D'autres changements sont intervenus à la suite de tremblements de terre le long de la faille de New Madrid, proche de Memphis et Saint-Louis. En 1811 et 1812, des séismes, connus sous le nom de tremblements de terre de New Madrid, atteignirent une magnitude de 8, et l'on prétend qu'ils ont pour un moment inversé le courant du fleuve. Ces cataclysmes ont également créé le lac Reelfoot, dans le Tennessee. À l'exception de Davenport, la plupart des villes bordant le fleuve sont protégées par des quais surélevés ou des digues.

### Voie de communication majeure aux États-Unis
Si le Mississippi a fait l’objet de travaux d’aménagement colossaux, c’est bien parce qu’il est une voie de communication essentielle au pays. Dix pour cent des marchandises des États-Unis sont transportés sur son cours. Depuis l’époque précolombienne, le Mississippi est une route majeure pour le transport des marchandises. Son orientation méridienne en fait un axe de pénétration essentiel à l’intérieur du continent nord-américain et une voie d’accès aux Grands Lacs. Située au débouché du Mississippi, La Nouvelle-Orléans s’est développée grâce à cette situation. Aujourd’hui, environ la moitié du Missouri-Mississippi est navigable. Des bateaux de 2,70 mètres de tirant d’eau y ont accès et peuvent remonter jusqu’à Minneapolis.
À partir de 1878, 29 écluses sont construites entre Minneapolis et Saint-Louis afin de faire remonter les navires jusqu’à Minneapolis,. Entre 1929 et 1942, 16 coupures de méandre ont été réalisées sur le cours inférieur pour raccourcir le parcours des bateaux d'environ 240 km,. Les conséquences de ces travaux sont une augmentation de la pente et de la capacité d'érosion en amont, la sédimentation en aval.
Enfin, l’ensemble du réseau hydrographique du Mississippi et de ses affluents représente 8 000 km. Un canal de jonction relie le Mississippi aux Grands Lacs de Saint-Louis à Chicago. Un autre permet de relier l'Illinois au grand fleuve (Illinois Waterway). Au sud, le Mississippi est en connexion avec la Floride et le Texas par l’intermédiaire d'un canal latéral à grand gabarit (Gulf Intracoastal Waterway). Plusieurs autoroutes relient les centres urbains du Mississippi aux différentes façades maritimes du pays.

### Protection de La Nouvelle-Orléans
Dès l’installation des Français à La Nouvelle-Orléans, d’importants travaux d’endiguement sont réalisés. En 1726, un ensemble de digues hautes d’un à deux mètres, appelées « levées », est mis en place afin de protéger la ville des crues brutales du « Père des eaux ».

## Économie
| Quelques activités économiques dans les comtés du cours inférieur du Mississippi | Quelques activités économiques dans les comtés du cours inférieur du Mississippi | Quelques activités économiques dans les comtés du cours inférieur du Mississippi |
| Activité                                                                         | Nombre d'emplois                                                                 | Revenu annuel en milliards de dollars                                            |
| -------------------------------------------------------------------------------- | -------------------------------------------------------------------------------- | -------------------------------------------------------------------------------- |
| Industries                                                                       | 383 000                                                                          | 87                                                                               |
| Tourisme                                                                         | 180 000                                                                          | 13                                                                               |
| Minerais, hydrocarbures                                                          | 41 000                                                                           | 9                                                                                |
| Agriculture, aquaculture                                                         | 100 000                                                                          | 6,8                                                                              |
| Navigation commerciale                                                           | 29 000                                                                           | 6                                                                                |
| Production d'énergie                                                             | 11 000                                                                           | 4,7                                                                              |

Les principales activités économiques de la vallée du Mississippi sont l'industrie, le tourisme, l'agriculture et l'aquaculture.

### Secteur primaire
Le secteur primaire comprend les activités liées à la pêche fluviale et à l'aquaculture (écrevisses, poisson-chat, huîtres, etc.) dans les états du sud. Le port d'Empire-Venice sur le delta est le premier de la région en volume et le sixième des États-Unis en valeur. En milieu marin, les principales espèces pêchées sont le crabe, la crevette et l'alose tyran, dont le biotope dépend étroitement du Mississippi.
La production de bois pour le papier ou comme matériau de construction est importante surtout en Louisiane, dans l'État du Mississippi et de l'Arkansas. Les forêts du cours supérieur sont davantage préservées. Le braconnage et la chasse sont des activités anciennes, mais encore pratiquées dans la vallée du Mississippi : elles visent les animaux à fourrure (ratons laveurs, rats musqués, ragondins), mais aussi les alligators dont la prise a été de nouveau légalisée en 1972. La Louisiane a produit un total de 32 500 peaux en 2002.
Les produits cultivés dans la vallée du Mississippi varient en fonction de la latitude : au sud, le climat subtropical autorise la culture du riz, de la canne à sucre et du coton. Dans certains secteurs (Arkansas), le recours à l'irrigation est nécessaire. Mais d'une manière générale, les comtés entourant le Mississippi se consacrent à la céréaliculture, en particulier le soja et le maïs. Les récoltes sont facilement exportées par la voie d'eau. La partie centrale du bassin du Mississippi est également une région d'élevage, une activité qui est source de pollution (nitrates).
Les ressources minérales et en hydrocarbures se concentrent dans le sud : la Louisiane est l'un des premiers producteurs de pétrole, de gaz naturel et de sel aux États-Unis. Les 23 000 puits de la paroisse de Plaquemines (delta du Mississippi) ont ainsi produit plus de 21 millions de barils de pétrole brut en 2001. La plaine du Mississippi fournit également de l'argile (Louisiane, Missouri), du sable, du gravier. Dans les régions du cours supérieur, on exploite également du minerai de fer (Minnesota) et des gisements de charbon bitumeux et d'anthracites (Illinois).

### Secteur secondaire et production d'énergie

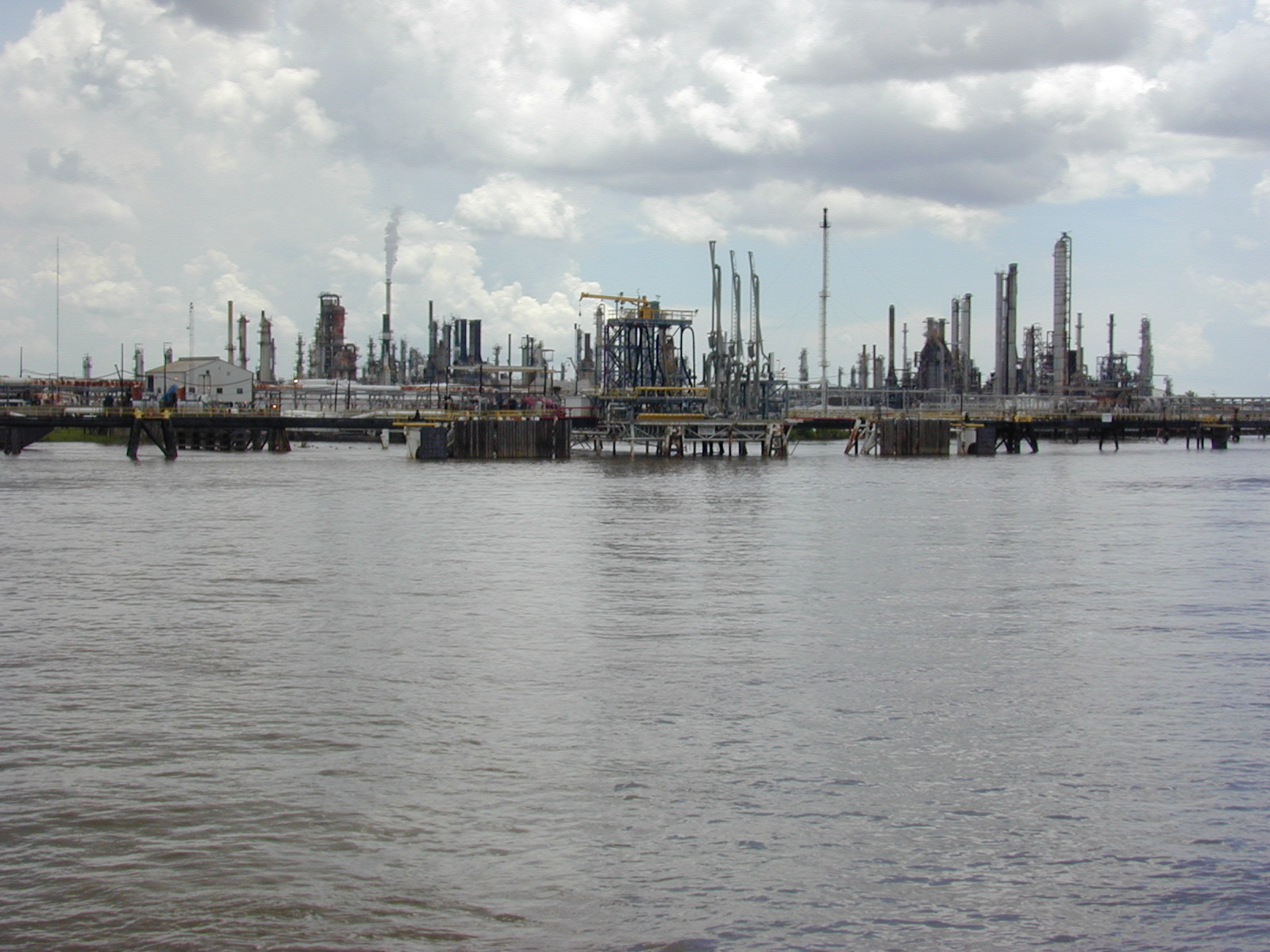
Raffinerie près de La Nouvelle-Orléans, sur le Mississippi.

Les centrales électriques de la vallée du Mississippi fonctionnent pour la plupart au charbon. Les unités les plus importantes se trouvent près des grands centres urbains. Elles se servent des eaux du fleuve pour leur refroidissement. Sur le cours inférieur du Mississippi, on dénombre 92 centrales utilisant des énergies fossiles, 14 pour la biomasse et trois centrales nucléaires. La centrale hydroélectrique de Keokuk (Iowa) est la seule de ce type sur tout le Mississippi : elle fut construite en 1913 et produit chaque année 105 Mégawatts.
L'industrie est la première activité économique en valeur et en nombre de salariés. Les principaux foyers industriels se trouvent dans les grandes agglomérations. Le Mississippi joue un rôle majeur dans la localisation des industries : il permet l'acheminement des matières premières et le transport des produits finis ou semi-finis. De plus, l'eau est utilisée dans de nombreuses activités telles que la fabrication de papier (Memphis et Bâton-Rouge) ou le raffinage. Sur le cours inférieur du fleuve, les principales industries sont la chimie (première industrie en valeur ; ex : plastiques, engrais), l'agro-alimentaire (premier secteur en nombre de salariés ; ex : produits de la mer, produits dérivés du soja, boisson), la transformation du pétrole et les transports (construction navale à Avondale (Louisiane)). 75 installations pétrochimiques et raffineries (Shell à Norco (Louisiane) et à St. Rose (Louisiane)) sont localisées dans le couloir entre Bâton-Rouge et La Nouvelle-Orléans, engendrant une importante pollution.

### Secteur tertiaire et navigation commerciale
Le secteur tertiaire est dominé par le tourisme, les loisirs et la navigation commerciale : en 1996, à l'écluse de Dresbach dans le Wisconsin, le trafic total était de 13,9 millions de tonnes, dont 9,5 millions de tonnes de produits agricoles. Les bateaux transportent des pondéreux (céréales, charbon, pétrole) ou des biens de consommation transportés en conteneurs, des machines ainsi que des produits chimiques. Le trafic fluvial ne cesse de croître : il est passé de 70 millions de tonnes en 1960 à 500 millions de tonnes en 2000. Ce dynamisme est remarquable en comparaison avec le trafic d'autres fleuves.
Plusieurs ports fluviaux se sont développés sur les sites de confluence ou aux points de rupture de charge entre différents modes de transport. Les plus modestes ne disposent que de quelques murs de quais. Les grands complexes industrialo-portuaires se trouvent dans les grandes agglomérations. Les principaux terminaux fluvio-maritimes sont aménagés à La Nouvelle-Orléans et à Bâton-Rouge. Ces ports exportent des céréales. L'arrière-pays du Mississippi représente 23 000 km de réseau navigable desservi par 800 entreprises. 100 000 barges passent par le port de La Nouvelle-Orléans chaque année. Certains convois de barges peuvent atteindre les 15 000 tonnes. 60 % des céréales exportés par les États-Unis sont transportés sur le Mississippi vers les ports de La Nouvelle-Orléans et de Louisiane du Sud : le trafic total de ces deux ports est respectivement de 49 millions de tonnes et de 98 millions de tonnes en 2000. LaPlace est un autre grand port sur le Mississippi.

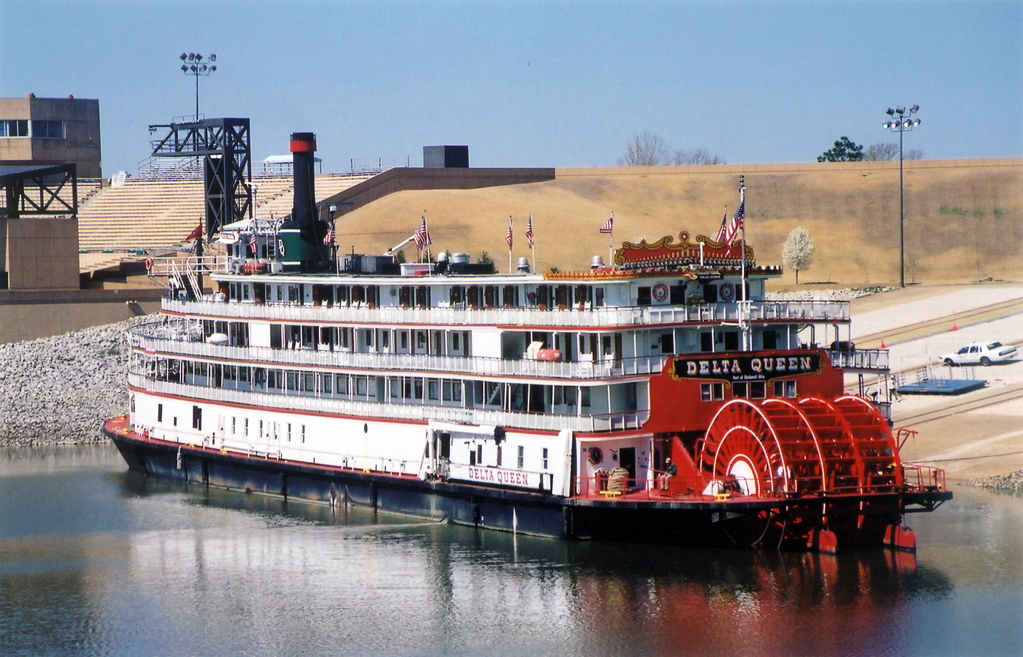
Le Delta Queen sur le Mississippi.

Les nombreux parcs d'état et réserves naturelles de la vallée du Mississippi attirent les touristes et les citadins de la région. La diversité du patrimoine historique (sites préhistoriques, forts, bateaux, plantations, Vieux carré de La Nouvelle-Orléans), font venir de nombreux visiteurs et stimulent l'économie de la région. Le patrimoine culturel constitue enfin l'une des richesses de la vallée du Mississippi : traditions amérindiennes, cuisine de la Louisiane, héritage musical à Memphis (blues), etc. La route touristique appelée The Great River Road longe le fleuve sur plusieurs centaines de kilomètres. Il est également possible de parcourir le fleuve en croisière, par exemple sur le Delta Queen. Les rives comptent également plusieurs casinos (à Tunica par exemple) qui rapportent chaque année plusieurs centaines de millions de dollars et fournissent des milliers d'emplois.

## Histoire

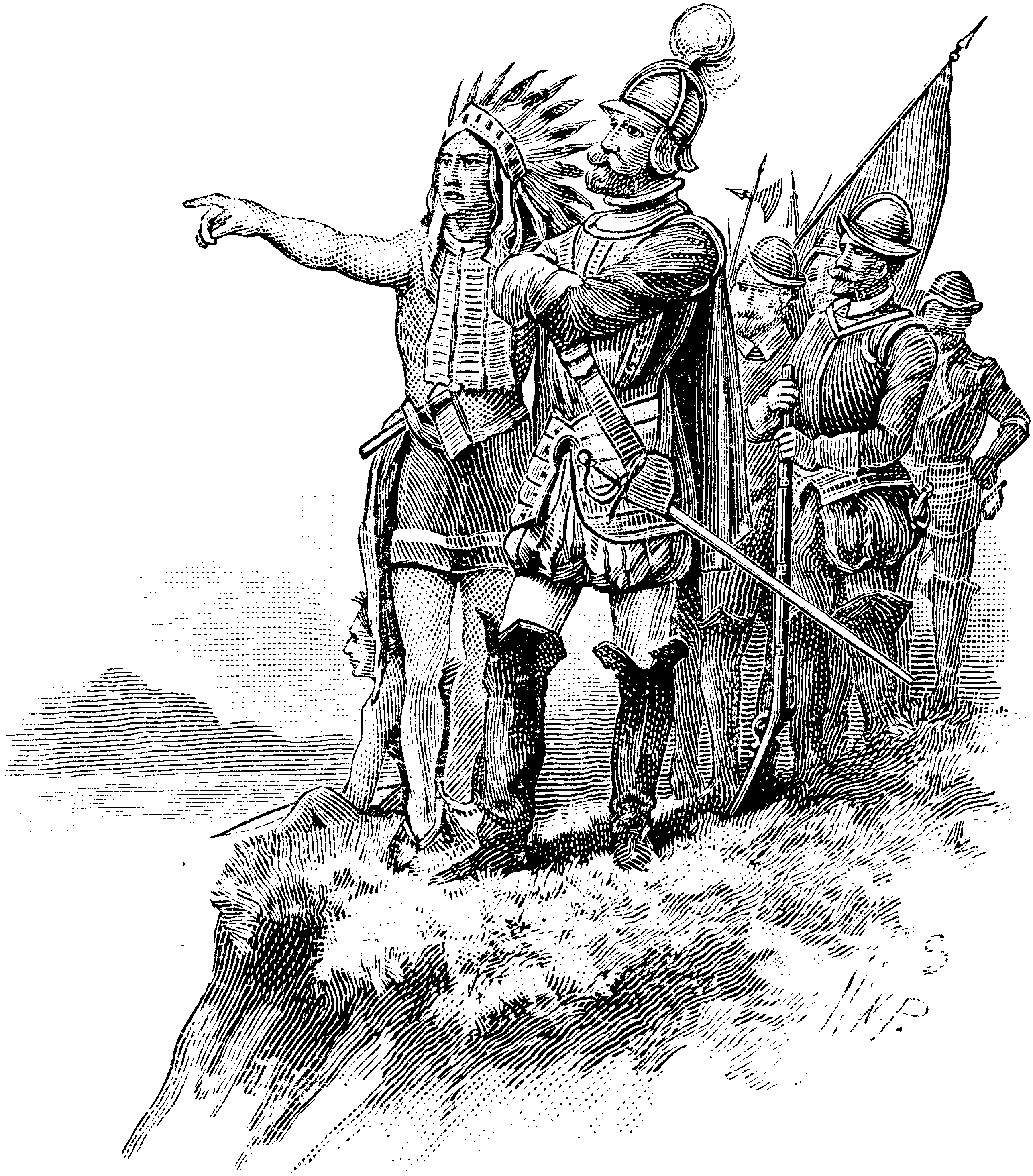
Hernando de Soto arrive au Mississippi.

### Histoire précolombienne
Les premières traces d’occupation amérindiennes sont anciennes : les archéologues ont retrouvé des vestiges amérindiens dans le delta qui datent d’au moins 11 000 ans. La civilisation mississippienne, assimilée à la culture des Mound Builders, est connue pour ses grands tertres funéraires (Poverty Point, Jaketown Site (en)) — appelés « buttes des sauvages » par les colons — que les Natchez utilisaient encore au moment de la colonisation française de la Louisiane. Mais la plus grande cité était Cahokia qui comptait au XIIe siècle quelque 15 000 à 30 000 habitants. Les spécialistes savent que le Mississippi servait de voie de communication avant l'arrivée des Européens : les Amérindiens le parcouraient à bord de pirogues en écorce ; ils transportaient les troncs par flottage. À Cahokia étaient échangés du cuivre, de la nacre, de la viande de bison et de wapiti. Le fleuve et ses affluents fournissaient aussi du poisson.
Lorsque les Français explorent le Mississippi, ils rencontrent plusieurs peuples amérindiens : les Sioux au nord, les Quapaws à l'embouchure de l'Arkensas, les Tamarois (en) au confluent du Missouri, les Choctaws sur le Mississippi inférieur ou encore les Bayagoulas (en) dans le delta.

### Exploration et colonisation européennes
Le 8 mai 1541, Hernando de Soto fut le premier Européen à atteindre le Mississippi, qu'il baptisa río del Espíritu Santo, « fleuve du Saint-Esprit ». À partir des années 1660, la France s'engage dans une politique d'expansion en Amérique du Nord, depuis le Canada. Les objectifs sont de trouver un passage vers la Chine (passage du Nord-Ouest), d'exploiter les richesses naturelles des territoires conquis (fourrures, minerais) et d'évangéliser d'autres autochtones.

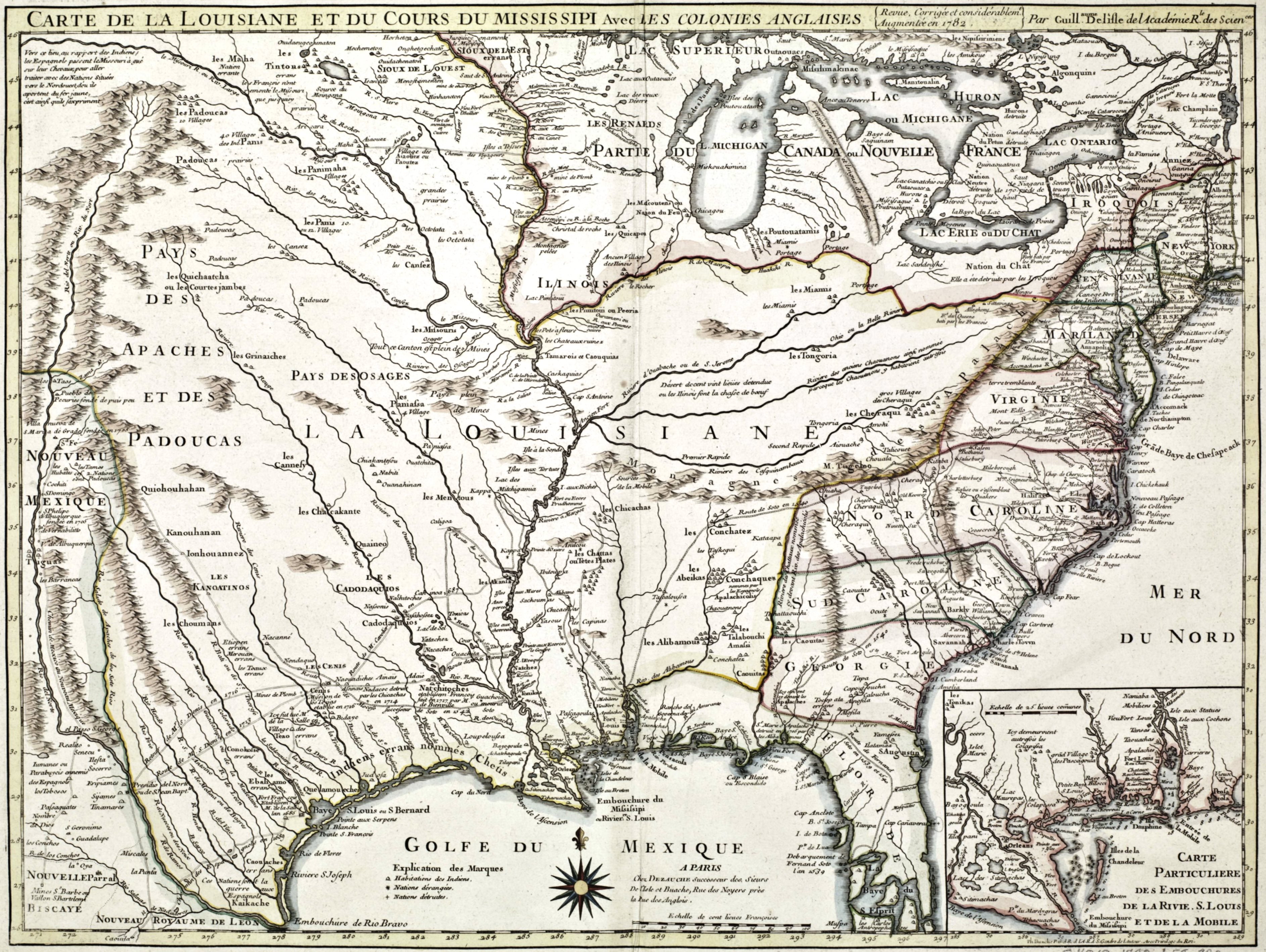
Carte de la Louisiane et du cours du Mississipi, avec les colonies anglaises.

Le 17 mai 1673, les Français Louis Jolliet et Jacques Marquette se lancent dans l'exploration du Mississippi, qu'ils connaissaient sous le nom sioux ne tongo, « grand fleuve », et qu'ils appellent « fleuve de l'Immaculée Conception ». Ils atteignent l'embouchure de l'Arkansas puis remontent le fleuve après avoir appris qu'il coulait vers le golfe du Mexique et non vers la mer de Californie (océan Pacifique). Quelque temps plus tard, en 1682, Cavelier de la Salle et Henri de Tonti descendent à leur tour le Mississippi jusqu’à son delta. Ils construisent Fort Prud'homme qui devient plus tard la ville de Memphis. En avril 1682, l'expédition arrive à l'embouchure du Mississippi ; Cavelier de La Salle y fait dresser une croix et une colonne portant les armes du roi de France : la souveraineté française s'étend désormais sur l'ensemble de la vallée du Mississippi, appelée « Louisiane » en l'honneur du roi Louis XIV, et le fleuve s'appelle désormais « fleuve Colbert ». L'expédition repart par le même chemin vers le Canada et La Salle retourne à Versailles. Là, ce dernier convainc le ministre de la marine de lui accorder le commandement de la Louisiane. Il fait croire que celle-ci est proche de la Nouvelle-Espagne en dessinant une carte sur laquelle le Mississippi paraît beaucoup plus à l'ouest que son cours réel. Il met sur pied une nouvelle expédition, mais celle-ci tourne au désastre : Cavelier de La Salle ne parvient pas à retrouver le delta du Mississippi et se fait assassiner en 1687.
En 1698, Pierre LeMoyne d'Iberville explore à son tour l'embouchure du Mississippi. Vingt ans plus tard, son frère Jean-Baptiste Le Moyne de Bienville commande une nouvelle expédition en Louisiane. Celui-ci fonde la ville de La Nouvelle-Orléans, baptisée en hommage au Régent, le duc d’Orléans, ainsi qu'un fort à proximité de l'actuelle Baton-Rouge. Au début du XVIIIe siècle, John Law crée la Compagnie d'Occident ou « Compagnie du Mississippi ». Des esclaves noirs sont transportés depuis les Antilles pour travailler dans les plantations. D'autres villes sont fondées par les Français telles que Saint-Louis (1764).
Progressivement, les Français imposent leur présence en construisant des forts ou des postes de traite sur les positions stratégiques du fleuve : Fort Beauharnois sur le cours supérieur du fleuve, Cahokia à la confluence avec le Missouri, Fort de Chartres à celle du Meramec. La zone d'influence française s'étend considérablement et les voyages sur les affluents du Mississippi jettent les bases de la reconnaissance du Far West.

### Enjeu dans les relations internationales
Les traités d'Utrecht (1713) mettent fin à la guerre de Succession d'Espagne en Europe. Ils consacrent le recul de la puissance française. La Louisiane reste française, mais s'inquiète de l'influence croissante des colonies britanniques. Le roi cherche désormais à contenir cette influence à l'est des Appalaches. Il tente un rapprochement avec la Nouvelle-Espagne, située à l'ouest de la Louisiane. Cette politique est motivée par ses liens familiaux mais aussi par l'espoir d'accéder aux mines et au commerce des colonies espagnoles.
Le traité de Paris (1763) met fin à la guerre de Sept Ans et cède à l'Angleterre toute la partie de la vallée à l'est du Mississippi, à l'Espagne les terres occidentales. Dès la fin de la guerre d'indépendance américaine, la région est le théâtre du scandale de Yazoo Land, intense spéculation sur les sociétés achetant les « terres à tabac » du canton de Natchez, la future zone cotonnière du Mississippi.
Cependant, la France renégocie secrètement avec l'Espagne et recouvre la Louisiane par le traité de San Ildefonso en 1800, avant de la revendre en 1803 aux États-Unis pour 60 millions de francs (traité de vente de la Louisiane). À l'est, les États-Unis prévoient déjà de se lancer à la conquête de l'Ouest : en 1795, le navigation commerciale sur le Mississippi est ouverte aux Américains ou aux réfugiés français. En 1805, l'armée américaine construit le Fort Snelling à l'emplacement actuelle de la ville de Minneapolis.

### Cœur des États-Unis

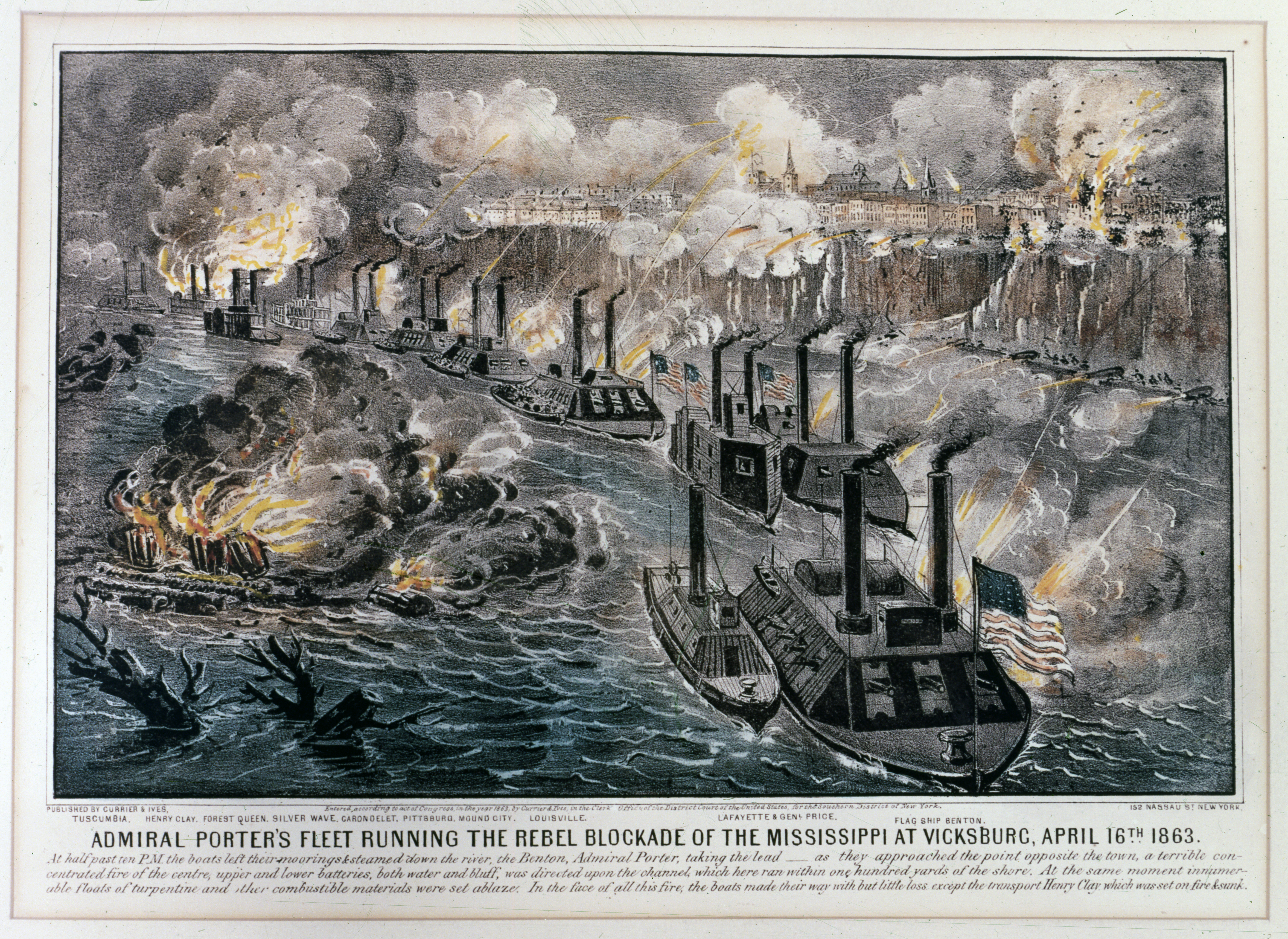
Lithographie représentant le Mississippi River Squadron forçant le blocus de Vicksburg pendant la guerre de Sécession.

Au XIXe siècle, le Mississippi est connu pour ses bandits qui écument les alentours, tel que le meurtrier John Murrell, voleur de chevaux et trafiquant d'esclaves à ses heures, qui a son quartier général sur une île. Sa notoriété est telle que Mark Twain lui consacre un chapitre de son livre La vie sur le Mississippi. Ce livre retrace également les courses de bateaux à vapeur (steamboats ou steamers) entre les années 1830 et 1870. Le premier navire à vapeur ayant navigué entre la confluence de l'Ohio et La Nouvelle-Orléans est le New Orleans en 1811, pendant la série de tremblements de terre de la Nouvelle-Madrid.
L'économie de plantation esclavagiste se développe dans la première moitié du XIXe siècle et produit du coton et de la canne à sucre dans le Sud. Les riches propriétaires fonciers se font construire de belles demeures, certaines sont surélevées sur des piliers de brique pour prévenir les risques d'inondation du fleuve.
Pendant la guerre de Sécession, le contrôle du fleuve représente un enjeu majeur. Le 4 juillet 1863, après un siège de quarante jours, Vicksburg est prise par le Maj. Gen. Ulysses S. Grant, ceci permettait à l'Union de contrôler la totalité du fleuve Mississippi et de diviser la Confédération en deux.
Avec l’avènement du chemin de fer, la voie du Mississippi connaît une concurrence sérieuse : le train permet de relier les côtes atlantique et pacifique des États-Unis. Le trafic des ports de l'Est dépasse désormais celui de La Nouvelle-Orléans.
Lors de la grande crue du printemps 1927, le fleuve sortit de son lit en 145 endroits et inonda 73 000 km2 de terres, jusqu’à une hauteur de 10 m et une largeur de 30 km. À Cairo, les eaux se sont élevées de 17 mètres. Les inondations provoquèrent la mort de 200 personnes et le déplacement forcé de 500 000 autres.
Cependant, c'est en 1993 que les États-Unis connurent l'inondation la plus dévastatrice et la plus coûteuse (12 milliards de dollars) jusqu’à cette époque. Des précipitations exceptionnelles durant le printemps et l'été de cette année firent grossir le Mississippi et son principal affluent, le Missouri. Certaines villes furent inondées pendant plus de 200 jours. Le débit du fleuve dépassa les 70 000 m3/s à Saint-Louis.
En 2002, le nageur slovène Martin Strel (en) a descendu le Mississippi sur toute sa longueur en 68 jours.

## Dans la culture américaine

### Surnoms
Un grand nombre de surnoms a été attribué au fleuve depuis l’époque précolombienne :
- Le « Grand Fleuve » (Big River, The Great River) ;
- Le « Père des eaux » (The Father of Waters) ;
- Le « vieil homme » (Old Man River ou Ol' Man River) ;
- Le « Grand Rassembleur » (The Gathering of Waters) ;
- Le « Cœur de la Nation » (Body of a Nation) ;
- Le « Nil d’Amérique » ;
- Le « Grand Boueux » (The Big Muddy ou encore The Muddy Mississippi).

### Littérature

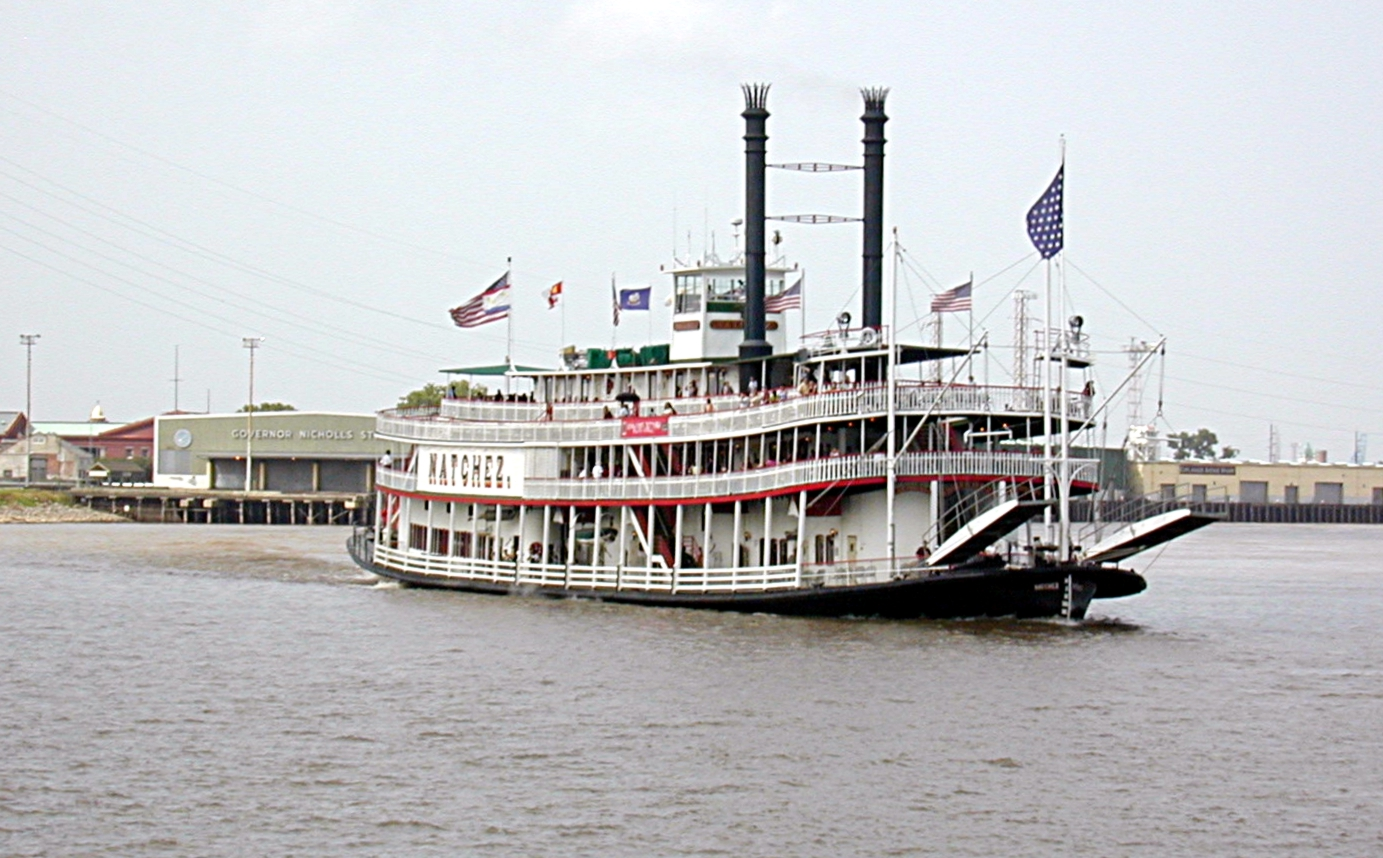
Riverboat Natchez, sur le Mississippi.

Les premières descriptions écrites du Mississippi sont faites dans les récits de voyage des Européens en Amérique du Nord. L'écrivain français François-René de Chateaubriand (1768-1848) a voyagé en Amérique du Nord à la fin du XVIIIe siècle et a écrit plusieurs œuvres en rapport avec la région du Mississippi : Les Natchez, Atala (1801) et René (1802) se déroulent parmi les Amérindiens de Louisiane.
En littérature, le Mississippi est indissociable de l'œuvre de l'écrivain américain Mark Twain (1835-1910). De son vrai nom Samuel Langhorne Clemens, il a d'abord été pilote de bateau à vapeur sur le fleuve. C'est de cette époque que vient son pseudonyme : alors qu'il tire la corde de sondage pour vérifier la profondeur du fleuve, son capitaine lui crie : « Mark Twain !, Mark Twain ! », c'est-à-dire : « Marque deux sondes ! » L'un de ses premiers livres est intitulé La Vie sur le Mississippi (Life on the Mississippi). Quant aux Aventures de Tom Sawyer et aux Aventures de Huckleberry Finn, elles se situent en grande partie sur les rives de ce cours d'eau. Le Mississippi a inspiré un autre écrivain du XIXe siècle américain, Herman Melville (1819-1891) : dans sa nouvelle The Confidence-Man, les passagers d'un bateau à vapeur se racontent des histoires tout en descendant le fleuve.
Le deuxième chapitre (intitulé Le maître du Mississippi) de la série de comics La Jeunesse de Picsou écrit par Don Rosa se déroule sur le fleuve. Picsou y travaille sur un bateau à aubes et rencontre pour la première fois les Rapetou.

### Arts plastiques
Avec sa multitude d'îles, ses nombreux méandres, ses forêts et sa faune, le Mississippi offre de nombreux thèmes d’inspiration aux artistes : le naturaliste John James Audubon (1785-1851) a descendu le fleuve et peint les oiseaux de cette région. George Catlin (1796-1872) s’intéresse aux sociétés amérindiennes et à l’exploration du Mississippi. Les paysages du cours supérieur du Mississippi constituent une partie de l’œuvre d’Edwin Whitefield (1816-1892) alors que la navigation à vapeur apparaît chez d’autres peintres. Toujours au XIXe siècle, George Caleb Bingham (1811-1879), représente des scènes de chasse et de vie quotidienne sur le Mississippi : son tableau Mississippi Boatman (1850) fait partie d’une série consacrée aux bateliers. Cette tradition est reprise par les photographes du XXe siècle tels que Walker Evans (1903-1975), Arthur Rothstein (1915-1985) ou encore Robert Frank (1924-).

### Musique
Le Mississippi et son delta sont connus pour être le berceau du blues. Le delta blues est un style qui fait directement référence à cette région : les musiciens avaient l'habitude de voyager à travers les différents États du delta comme le Mississippi, l'Arkansas, la Louisiane, le Texas et le Tennessee. Beaucoup d'entre eux sont nés sur les rives du fleuve. On peut citer James Cotton, Muddy Waters, Skip James et Robert Johnson.
Au XXe siècle, la comédie musicale The Show Boat, composée par Jerome Kern, a pour cadre l'univers des bateaux à aubes. Ferde Grofé a composé une Mississippi Suite. La chanson de Johnny Cash Big River fait également allusion au Mississippi. La chanson When the Levee Breaks (Lorsque les digues se rompent) est une chanson de blues écrite en 1929 par Kansas Joe McCoy et Memphis Minnie. Elle prend pour thème la grande crue de 1927. Elle a été reprise par le groupe de rock Led Zeppelin en 1971. Enfin, le 29 mai 1997, le chanteur et guitariste Jeff Buckley s'est noyé dans le fleuve.
On peut également ajouter la chanson country Louisiana Woman, Mississippi Man chantée par le duo Conway Twitty - Loretta Lynn : cette chanson évoque le barrage que le fleuve tente de dresser face à l'amour d'un homme du Mississippi et d'une fille de Louisiane.

### Cinéma
Le Mississippi a été pris pour cadre dans de nombreux films : trois films musicaux intitulés Show Boat ont été adaptés du roman d'Edna Ferber, en 1929, 1936 et 1951. La version de 1951, tournée par George Sidney avec Ava Gardner, connut un vif succès auprès des spectateurs américains. Les romans de Mark Twain ont été plusieurs fois portés à l'écran : par exemple, les studios Disney ont produit un long métrage sur les Aventures de Huckleberry Finn en 1993. Déjà en 1977 le long-métrage d'animation intitulé Les Aventures de Bernard et Bianca avait pour cadre les bayous du Mississippi, notamment le Bayou du Diable où l'héroïne humaine du film, la jeune orpheline nommée Penny, était séquestrée dans un bateau à aubes abandonné. Les studios Disney ont également sorti en 2009 un film d'animation musical, La Princesse et la Grenouille, qui a pour cadre La Nouvelle-Orléans et le delta du Mississippi.
Le film d'Anthony Quinn Les Boucaniers de 1958 (réadaptation des Flibustiers de 1938) retrace la contribution militaire, pendant la guerre anglo-américaine de 1812, du célèbre flibustier Jean Lafitte, établi dans l'île de Barataria, dans le delta du Mississippi. Il contribua, avec son apport en munitions et en combattants, à la victoire décisive du général Jackson sur les Anglais lors de l'ultime bataille de La Nouvelle-Orléans.
Le film Mud : Sur les rives du Mississippi de Jeff Nichols, sorti en 2013, se déroule en grande partie sur le fleuve Mississippi.

## Principales villes traversées par le Mississippi
Plusieurs villes se sont implantées à proximité des sites de confluence : Saint Paul sur le Minnesota, Cairo (Illinois) sur l'Ohio, Saint-Louis sur le Missouri, Vicksburg sur le Yazoo.
| Les principales agglomérations traversées par le Mississippi du nord vers le sud |                                  |                    |      |
| Agglomération                                                                    | État(s)                          | Nombre d'habitants | Rang |
| Minneapolis- Saint Paul- Bloomington                                             | Minnesota                        | 3 142 779          | 1    |
| Davenport- Moline- Rock Island                                                   | Iowa - Illinois                  | 376 309            | 6    |
| Saint Louis                                                                      | Missouri-Illinois                | 2 778 518          | 2    |
| Memphis                                                                          | Tennessee- Arkansas- Mississippi | 1 260 905          | 4    |
| Bâton-Rouge                                                                      | Louisiane                        | 733 802            | 5    |
| La Nouvelle-Orléans- Metairie- Kenner                                            | Louisiane                        | 1 319 367          | 3    |

## Principaux affluents
Les principaux affluents du Mississippi, à partir de la source.
| Nom                   | Longueur | Bassin versant | Débit      | Rive   |
| --------------------- | -------- | -------------- | ---------- | ------ |
| Mississippi Supérieur |          |                |            |        |
| Minnesota             | 534 km   | 44 000 km2     |            | droite |
| Rivière Sainte-Croix  | 264 km   |                |            | gauche |
| Wisconsin             | 692 km   | 31 805 km2     | 340 m3/s   | gauche |
| Iowa                  | 482 km   |                |            | droite |
| Des Moines            | 845 km   |                |            | droite |
| Rock                  | 459 km   |                |            | gauche |
| Illinois              | 439 km   | 72 700 km2     | 650 m3/s   | gauche |
| Missouri              | 4 370 km | 1 376 180 km2  | 2 300 m3/s | droite |
| Mississippi Inférieur |          |                |            |        |
| Ohio                  | 1 579 km | 490 601 km2    | 7 957 m3/s | gauche |
| White River           | 1 162    | 71 911 km2     | 741 m3/s   | droite |
| Arkansas              | 2 334 km | 505 000 km2    | 1 160 m3/s | droite |
| Rivière des Yasoux    | 302 km   |                |            | gauche |
| Rivière Rouge         | 2 189 km | 241 388 km2    | 1 585 m3/s | droite |

### Rang de Strahler
Le rang de Strahler du Mississippi est de dix.

## Galerie d'images

Ponts sur le Mississippi :
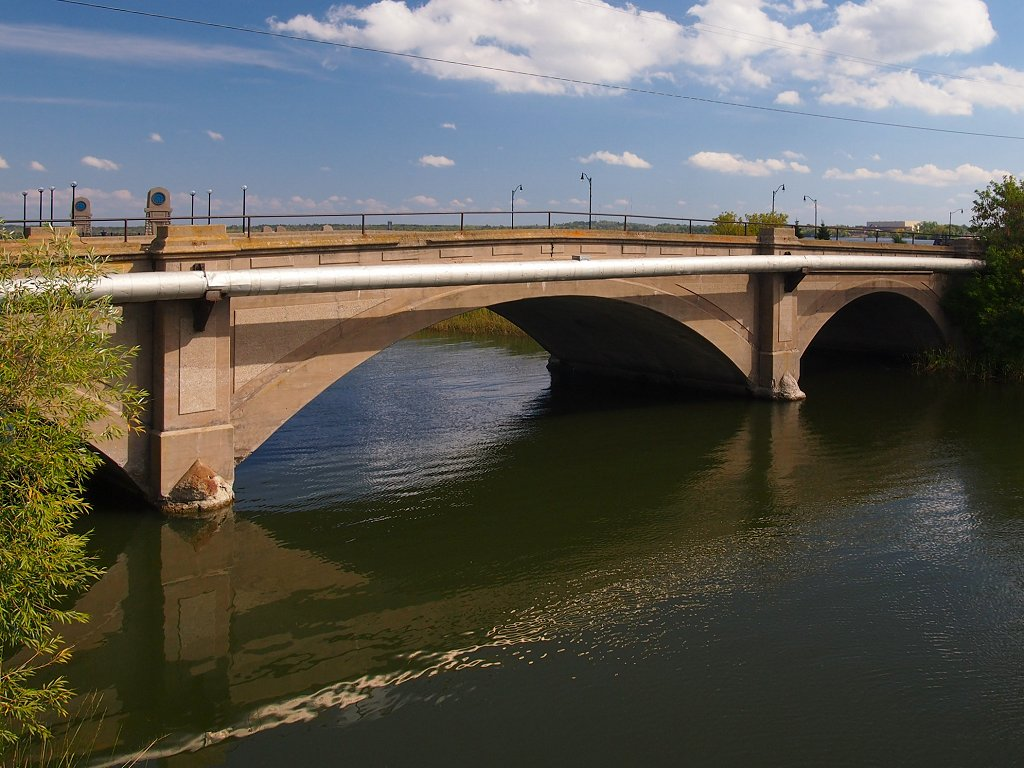
Le Nymore Bridge à Bemidji.
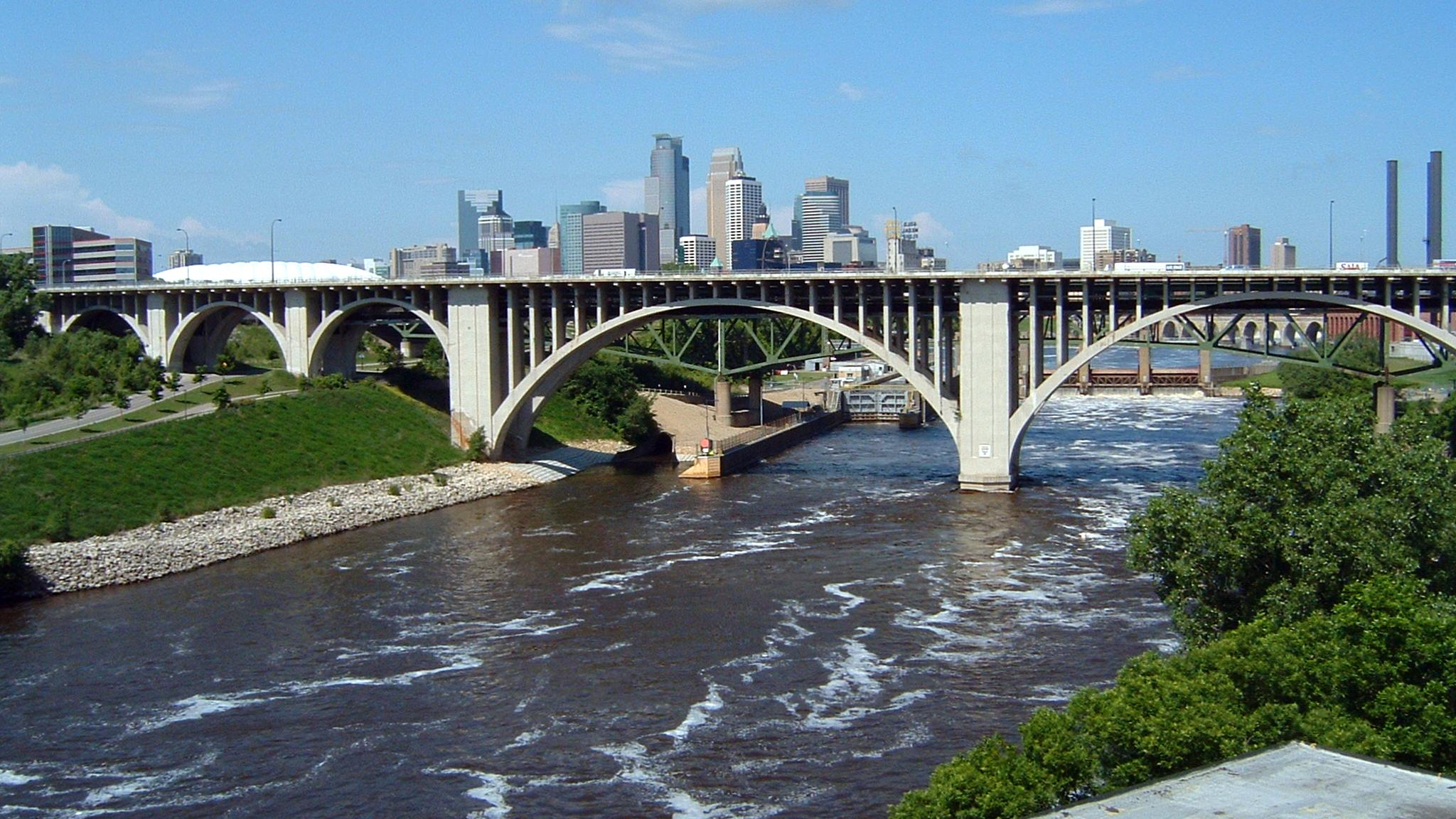
Le Mississippi à Minneapolis.